# Château d'Edo

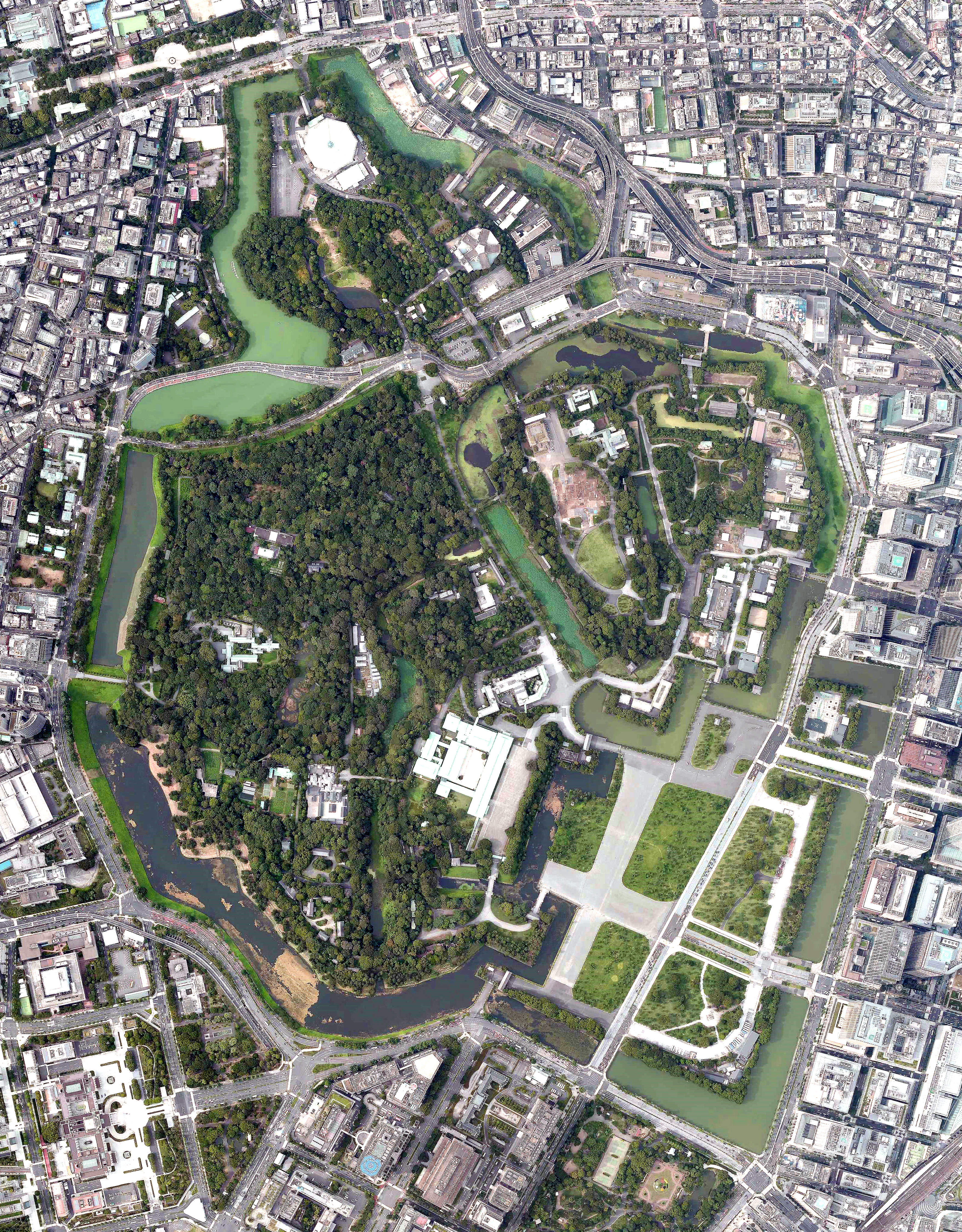
Vue aérienne des parties intérieures du château d’Edo, aujourd’hui l’emplacement du palais impérial de Tokyo.

Le château d’Edo (江戸城, Edo-jō), également appelé « château de Chiyoda » (千代田城, Chiyoda-jō), est un château sur terrain plat construit en 1457 par Ōta Dōkan. Il fait aujourd'hui partie du palais impérial de Tokyo et se trouve dans l’arrondissement spécial de Chiyoda, à Tokyo, ville alors désignée sous le nom d'Edo, dans le district de Toshima, dans la province de Musashi. C’est ici que Tokugawa Ieyasu a établi le shogunat Tokugawa. 
C'était la résidence du shogun et l'emplacement du shogunat, et il servit également de capitale militaire pendant la période Edo de l'histoire japonaise. Après la démission du shogun Tokugawa Yoshinobu et la restauration de Meiji, il devint le palais impérial de Tokyo. Quelques douves, murs et remparts du château original subsistent encore de nos jours. Cependant, les terrains étaient bien plus étendus pendant la période Edo, avec la gare de Tokyo et la section Marunouchi de la ville situées à l’intérieur de la limite qu’est le fossé le plus extérieur. Il comprend également le parc Kitanomaru, le Nippon Budokan et d’autres monuments environnants.

## Histoire

Carte des parties du château d’Edo vers 1849
1) Ōoku. 2) Naka-Oku. 3) Omote. 4) Ninomaru-goten. 5) Ninomaru. 6) Momiji-yama. 7) Nishinomaru. 8)'Fukiage. 9) Kitanomaru. 10) ?. 11) Sannomaru. 12) Nishinomaru-shita. 13) Ōte-mae. 14) Daimyō-kōji.

Le guerrier Edo Shigetsugu construisit sa résidence dans ce qui fait maintenant partie du château d'Edo, Honmaru et Ninomaru, vers la fin de l'époque de Heian ou au début de l'époque de Kamakura. Le clan Edo périt au XVe siècle à la suite des soulèvements dans la région du Kantō. Ōta Dōkan, membre du clan Uesugi, construisit le premier château d'Edo en 1457.
Le château passa plus tard sous le contrôle du clan Go-Hōjō en 1524 après le siège d'Edo. Le château fut libéré en 1590 à la suite du siège d'Odawara. Tokugawa Ieyasu fait alors du château d'Edo sa base après que Toyotomi Hideyoshi lui ait offert huit provinces de l'Est. Il vaincra ensuite Toyotomi Hideyori, fils de Hideyoshi, au siège d'Osaka en 1615, et devient le chef politique du Japon. Quand, en 1603, Tokugawa Ieyasu reçut le titre de sei-i taishōgun, Edo devint le centre de l'administration de Tokugawa.
Initialement, certaines parties de la région étaient sous l'eau. La mer atteignait le Nishinomaru actuel du château d'Edo et Hibiya était une plage. Le paysage a donc été modifié pour la construction du château. La plupart des travaux ont commencé en 1593 et ont été achevés en 1636 sous le petit-fils d'Ieyasu, Tokugawa Iemitsu. À cette époque, Edo avait une population de 150 000 habitants.
Aux zones préexistantes de Honmaru, Ninomaru et Sannomaru ont été ajoutées par les shoguns les zones de Nishinomaru, Nishinomaru-shita, Fukiage et Kitanomaru. Le périmètre de l’ensemble mesurait 16 km.
Pour la construction, les shoguns demandaient aux daimyos de fournir les matériaux ou les finances, une méthode utilisée par le shogunat pour contrôler les pouvoirs des daimyos. Les gros blocs de granit ont pu ainsi être déplacés de loin, et leur taille et leur nombre dépendaient de la richesse des daimyos, les plus riches ayant dû contribuer davantage. Ceux qui ne fournissaient pas de pierres étaient tenus de fournir de la main-d'œuvre pour creuser de grands fossés et aplanir les reliefs. La terre extraite des douves était utilisée comme remblai pour la création de nouveaux terrains gagnés sur la mer ou pour niveler le sol. C'est ainsi que la construction du château d'Edo a jeté les bases d'une partie de la ville où les marchands ont pu s'installer.
Au moins 10 000 hommes ont participé à la première phase de construction et plus de 300 000 à la phase intermédiaire. À la fin des travaux, le château comptait 38 portes. Les remparts mesuraient près de 20 m de haut et les murs extérieurs 12 m. Des fossés formant des cercles approximativement concentriques ont été creusés pour une protection supplémentaire. Certains fossés ont atteint jusqu'à ce qui est aujourd’hui les quartiers d’Ichigaya et de Yotsuya, et une partie des remparts subsiste encore aujourd'hui. Cette zone était bordée soit par la mer, soit par la rivière Kanda, permettant l’accès aux navires.

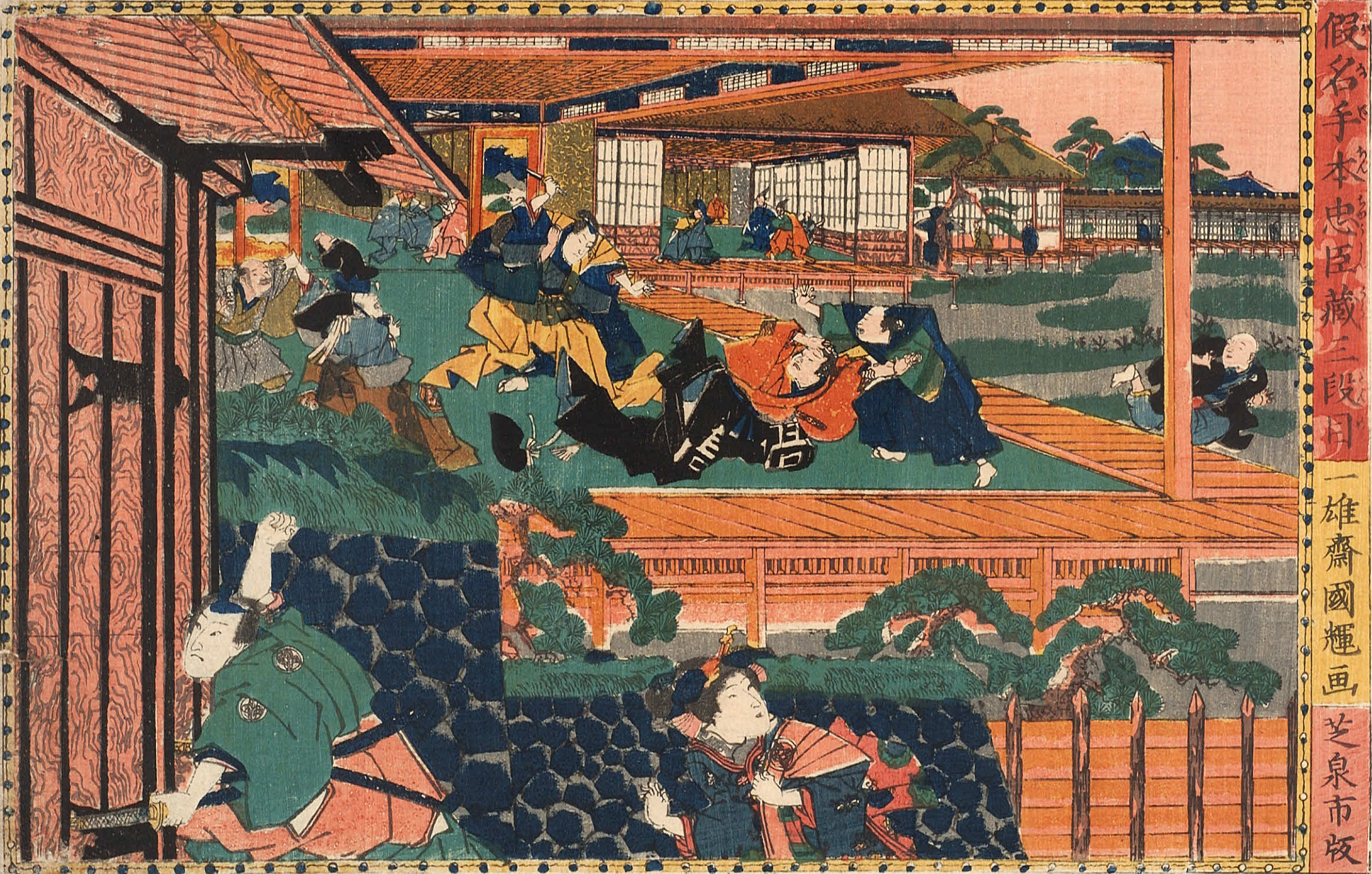
Estampe ukiyo-e représentant l'assaut d'Asano Naganori sur Kira Yoshinaka dans le Matsu no Ōrōka en 1701.

Plusieurs incendies au cours des siècles (dont le grand incendie de Meireki en 1657 qui détruisit une grande partie du château dont le donjon) ont endommagé ou détruit des parties du château, Edo et la plupart de ses bâtiments étant en bois.
Le 21 avril 1701, dans le corridor du Grand Pin (Matsu no Ōrōka) du château d'Edo, Asano Takumi-no-kami dégaina son épée courte et tenta de tuer Kira Kōzuke-no-suke qui l’avait insulté. Cela a déclenché les événements impliquant les quarante-sept rōnins.
Après la capitulation du shogunat en 1867, les habitants et le shōgun doivent quitter les lieux. Le complexe du château fut renommé « château de Tokyo » (東京 城, Tōkei-jō) en octobre 1868, puis renommé « château impérial » (皇城, Kōjō) en 1869. En l'an 2 de l’ère Meiji (1868), le 23e jour du 10e mois du calendrier japonais, l'empereur s'installe à Tokyo et le château d'Edo devient un palais impérial.
Un incendie a dévasté l'ancien château d'Edo dans la nuit du 5 mai 1873. Cet incendie détruisit les parties les plus anciennes du château. En 1888, le nouveau palais impérial (宮殿, Kyūden) est construit sur la zone autour de l'ancien donjon, qui avait brûlé lors du grand incendie de Meireki en 1657. Les bâtiments de la période Tokugawa encore debout ont alors été détruits pour laisser la place à de nouvelles structures pour le gouvernement impérial. Cependant, le bâtiment du palais impérial lui-même a été construit dans le Nishinomaru, donc pas au même endroit que l’ancien palais du shōgun qui était situé dans le Honmaru.
Le site subit d'importants dégâts lors de la Seconde Guerre mondiale et de la destruction de Tokyo en 1945 par les bombardements américains.
Aujourd'hui, le site fait partie du palais impérial de Tokyo. Le gouvernement a déclaré la zone site historique et a pris des mesures pour restaurer et préserver les structures restantes du château d'Edo.

## Apparence du château d’Edo

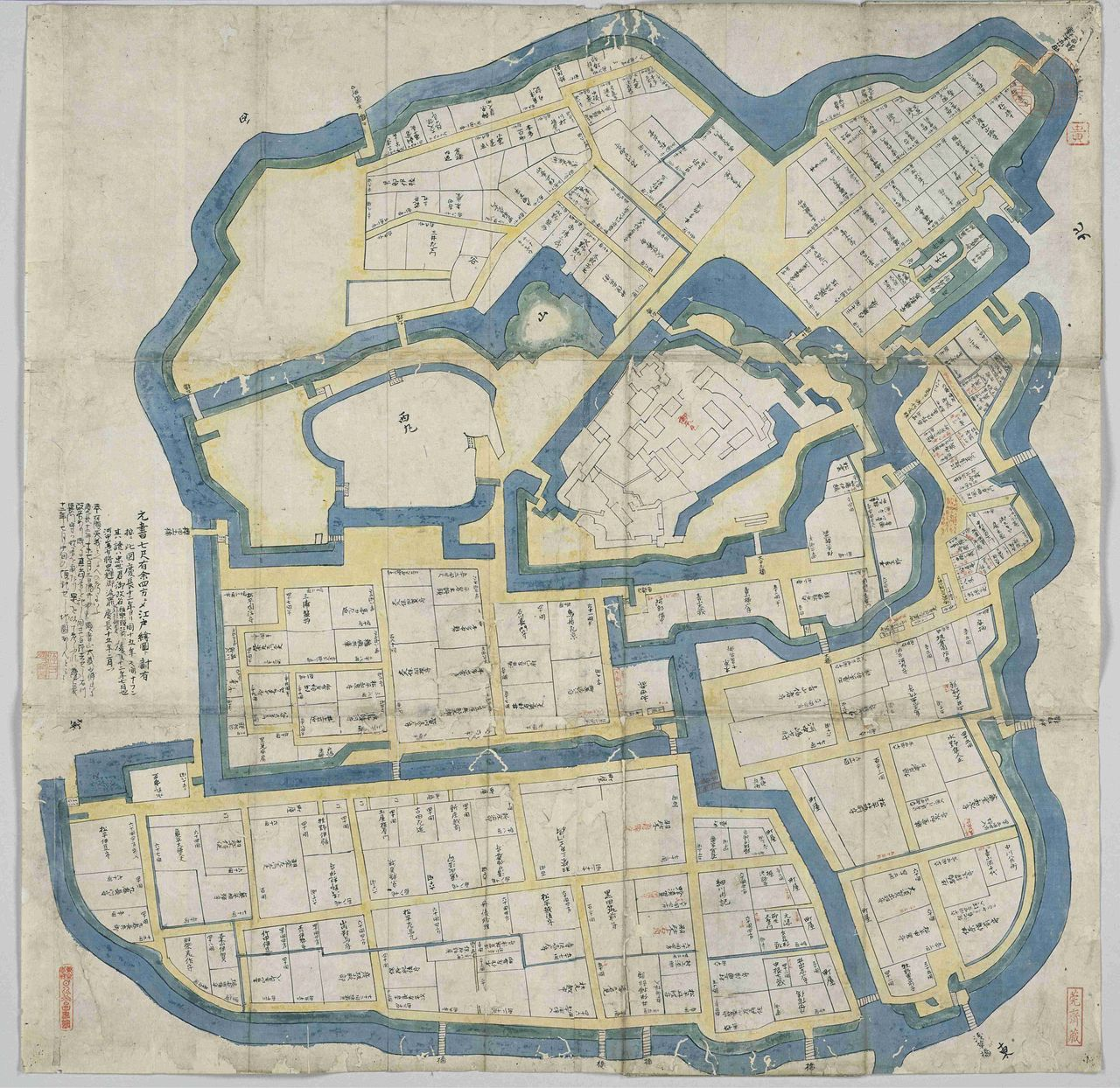
Plan du château d’Edo en 1608.

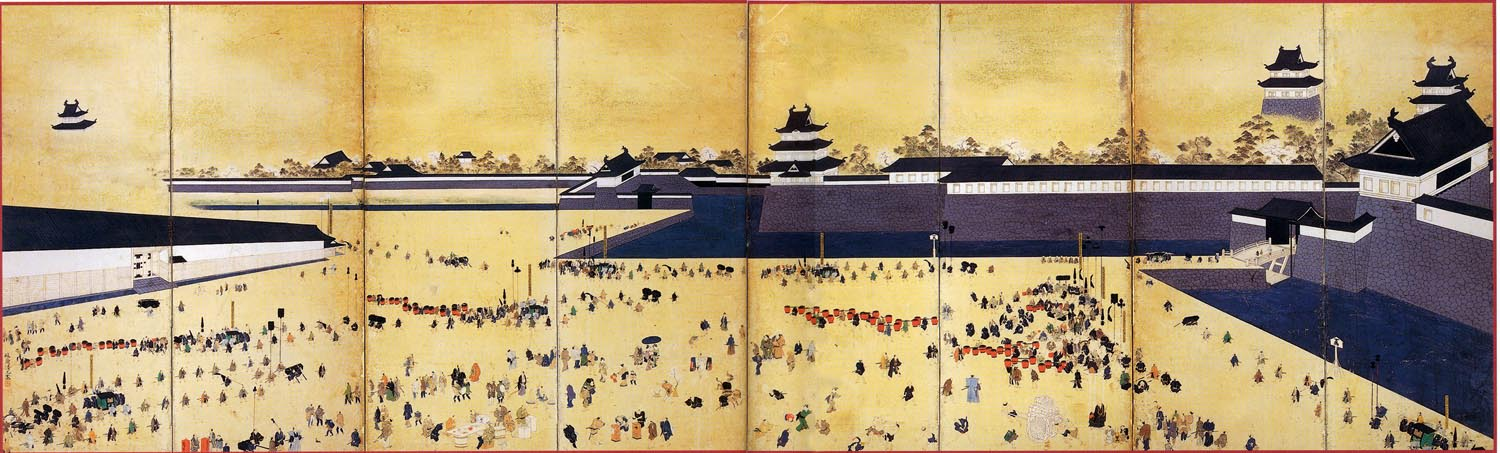
Paravent représentant des scènes de daimyos présents au château d'Edo en 1847. La Hasuike-tatsumi-sanjū-yagura est au centre, la Kikyō-mon (la Sakurada-mon intérieure) est à droite. Les pancartes à côté du fossé sont inscrits du kanji geba (« démonter »). Les daimyos présents devaient réduire le nombre de leurs préposés avant d'entrer dans l'enceinte du château. Des étendards portant les noms de clan de chaque groupe de préposés les identifient (en partant du côté droit du premier panneau) dans les domaines d'Okayama, de Fukuoka (quatrième panneau), de Kurume (cinquième panneau), de Tottori (sixième panneau), de Satsuma, d’Izumi (septième panneau) et de Sendai (huitième panneau).

Le château d'Edo était non seulement grand, mais aussi élaboré. Le terrain a été divisé en différents sections, ou citadelles. Le Honmaru était au centre, avec le Ninomaru (deuxième quartier protégé), le Sannomaru (troisième quartier protégé) s'étendant à l'est ; le Nishinomaru (quartier protégé ouest) entouré du Nishinomaru-shita (partie extérieure) et du Fukiage (section coupe-feu) et le Kitanomaru (quartier protégé du nord). Les différents quartiers étaient séparés par des fossés et de grands murs de pierre sur lesquels étaient construites diverses maisons de défense et tours (yagura). À l'est, au-delà du Sannomaru, se trouvait un fossé extérieur, englobant les districts d'Otomachi et de Daimyō-kōji. Des murs en pierre d'Ishigaki ont été construits autour du Honmaru et du côté est du Nishinomaru. On pouvait accéder à chaque quartier par des ponts en bois, qui étaient protégés par des portes situées de chaque côté. La circonférence est sujette à débat, avec des estimations allant de 10 à 16 km.

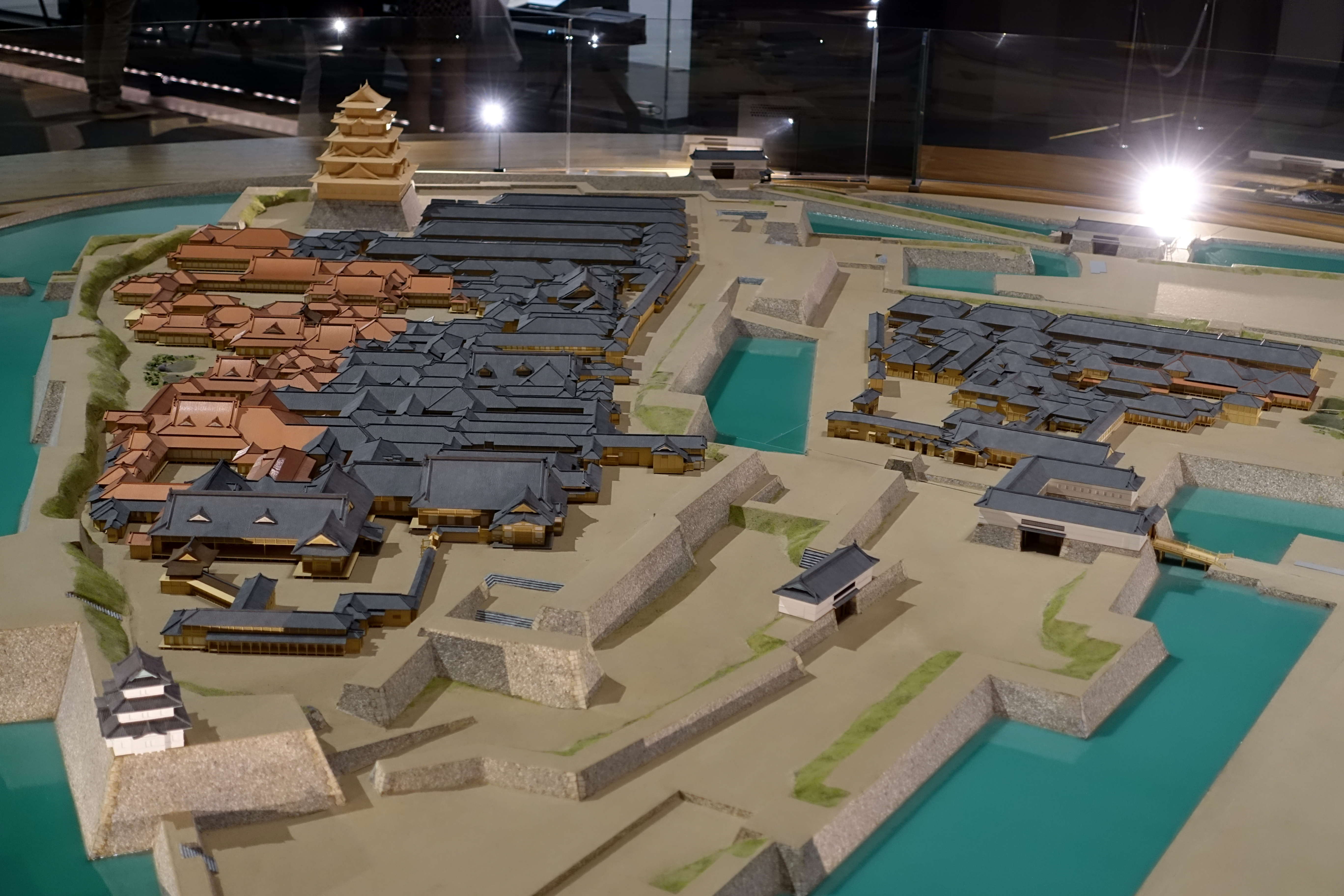
L'aspect du Honmaru et du Ninomaru durant l'époque Edo.

Avec la mise en place du système sankin-kōtai au XVIIe siècle, il devint obligatoire pour les daimyos de s'installer à Edo, près du shōgun. Les résidences des daimyos entouraient le complexe intérieur du château. La plupart d'entre elles étaient concentrées à la porte extérieure Sakurada, au sud-est, et dans les districts d'Ōtemachi et de Daimyō-kōji, à l'est du château, à l'intérieur du fossé extérieur. Certaines résidences se trouvaient également dans les fossés intérieurs du Nishinomaru extérieur.
Les manoirs étaient grands et très élaborés, les daimyos dépensant sans compter pour construire des palais dotés de jardins japonais et de multiples portes. Chaque bloc avait quatre à six manoirs qui étaient entourés de fossés pour le drainage. Les daimyos moins riches étaient autorisés à installer leurs maisons, appelées banchō, au nord et à l'ouest du château.
À l'est et au sud du château se trouvaient des sections réservées aux marchands, cette zone étant considérée comme inadaptée aux résidences. Le quartier de divertissement Yoshiwara était également situé à cet endroit.

### Portes

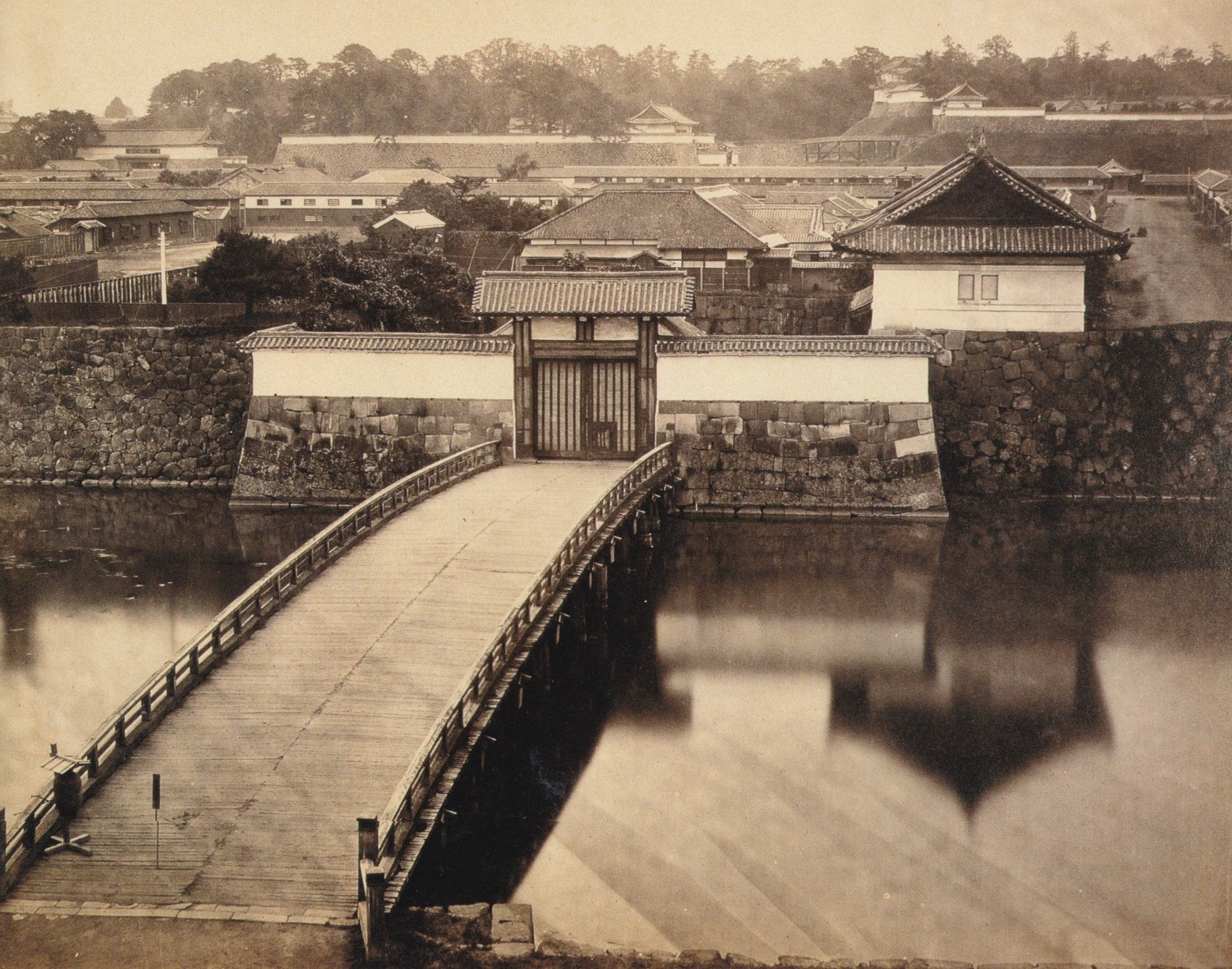
La porte Babasakimon, détruite en 1904.

Les sections intérieures du château étaient protégées par de multiples grandes et petites portes en bois (mon), construites dans les espaces vides du mur de pierre. Il n'en reste pas beaucoup aujourd'hui. Du sud au sud-ouest au nord, les principales portes sont : Nijūbashi, Sakurada-mon, Sakashita-mon, Kikyō-mon, Hanzō-mon, Inui-mon, Ōte-mon, Hirakawa-mon et Kitahanebashi-mon. Seules les fondations en pierre des autres portes (c'est-à-dire la fente laissée dans les grands murs de pierre par l’ancienne structure des portes en bois) sont encore préservées. Les grandes portes, comme celle de Ōte-mon, avaient une garde de 120 hommes, tandis que les portes plus petites étaient gardées par 30 à 70 hommes armés.
Le directeur français de la colonie néerlandaise de Dejima, François Caron, en a rendu un témoignage oculaire. Il a décrit les portes et les cours aménagés de manière à dérouter un étranger. Caron a noté que les portes n'étaient pas alignées, mais décalées, forçant une personne à faire un virage à 90 degrés pour passer à la porte suivante. Ce style de construction des portes principales s’appelle masugata (ce qui signifie « carré »). Comme le notait Caron, le portail consistait en une cour ou une enceinte de forme carrée et un corps de garde à deux étages auquel on accédait par trois kōrai-mon. La Watari-yagura-mon était construite à des angles adjacents de chaque côté de la porte. Toutes les portes principales avaient de grosses pièces de bois de construction qui encadraient le point d'entrée principal et étaient construites pour impressionner et proclamer la puissance du shogunat.

### Garnison
Les comptes du nombre d'hommes armés qui servaient au château d'Edo varient. Le gouverneur général espagnol des Philippines, Rodrigo de Vivero y Velasco, a rendu un témoignage oculaire en 1608-1609, décrivant les énormes pierres qui constituaient les murs et le grand nombre de personnes présentes au château. Il a prétendu avoir vu 20 000 domestiques entre la première porte et le palais du shōgun. Il a franchi deux rangs de 1 000 soldats armés de mousquets et a été escorté par 400 hommes armés près de la deuxième porte. Il passa devant des écuries pouvant contenir 200 chevaux et un arsenal contenant suffisamment d'armes pour 100 000 hommes.

## Honmaru

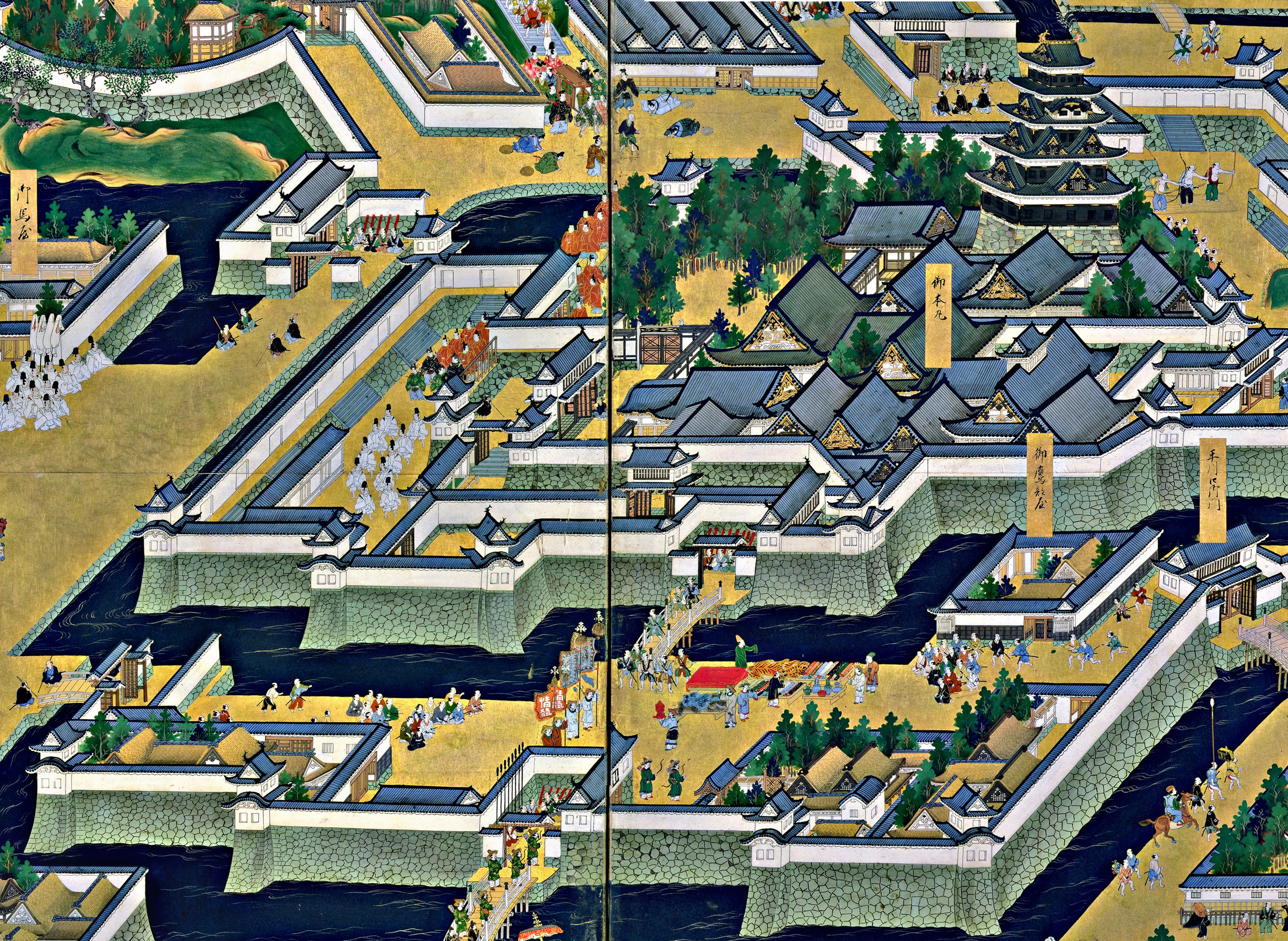
La tour principale (en haut à droite) avec aux alentours les palais Honmaru, Bairinzaka, Hirakawaguchi et Ninomaru (partie inférieure).

Le Honmaru (本丸) était la partie la plus centrale du château contenant le donjon et la résidence du shōgun. Les bâtiments principaux majestueux et luxueux du Honmaru, comprenant les salles extérieures, centrales et intérieures, auraient recouvert une superficie de 33 000 m2 pendant l’ère Kan'ei (1624-1644). Aux alentours du Honmaru se trouvaient des courtines, avec 11 tours (yagura), 15 logis de défense et plus de 20 portes.
Honmaru a été détruit à plusieurs reprises par le feu et reconstruit après chaque incendie. Le donjon et le palais principal ont été détruits respectivement en 1657 et 1863, et non reconstruits. Certains vestiges, tels que la tour Fujimi-yagura et le logis de défense Fujimi-tamon, existent toujours.
Le Honmaru était entouré de douves de tous les côtés. Au nord séparant le Honmaru du Kitanomaru se trouvaient les douves Inui-bori et Hirakawa-bori, à l'est séparant le Ninomaru, la Hakuchō-bori, et à l'ouest et au sud, le Nishinomaru, la Hasuike-bori et la Hamaguri-bori. La plupart d'entre elles existent encore, bien que la Hakuchō-bori soit en partie comblée depuis l'ère Meiji.

### Kitahanebashi-mon

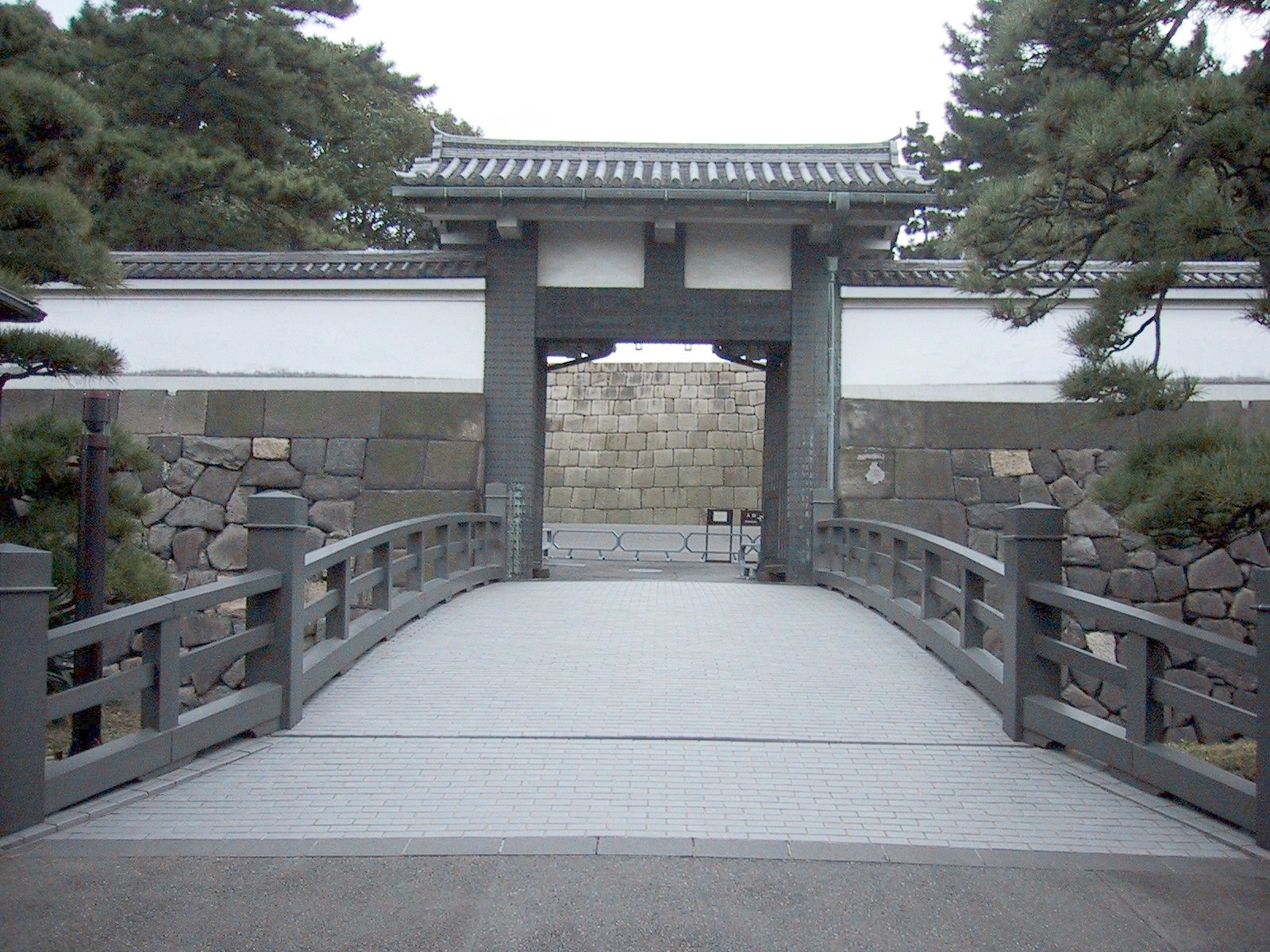
Kitahanebashi-mon.

Kitahanebashi-mon (北桔橋門, « porte du pont-levis nord ») est la porte nord du quartier Honmaru, face au quartier Kitanomaru, de l'autre côté de la rue Daikan-cho. Elle est également construite comme une porte masu, du même genre que les Ōte-mon et Hirakawa-mon, et a un Watari-yagura-mon dans un angle gauche. Le pont devant la porte, qui était autrefois un pont-levis pendant la période Edo, est maintenant fixé au sol. Les attaches métalliques utilisées pour tirer le pont sont toujours attachées au toit de la porte.

### Donjon

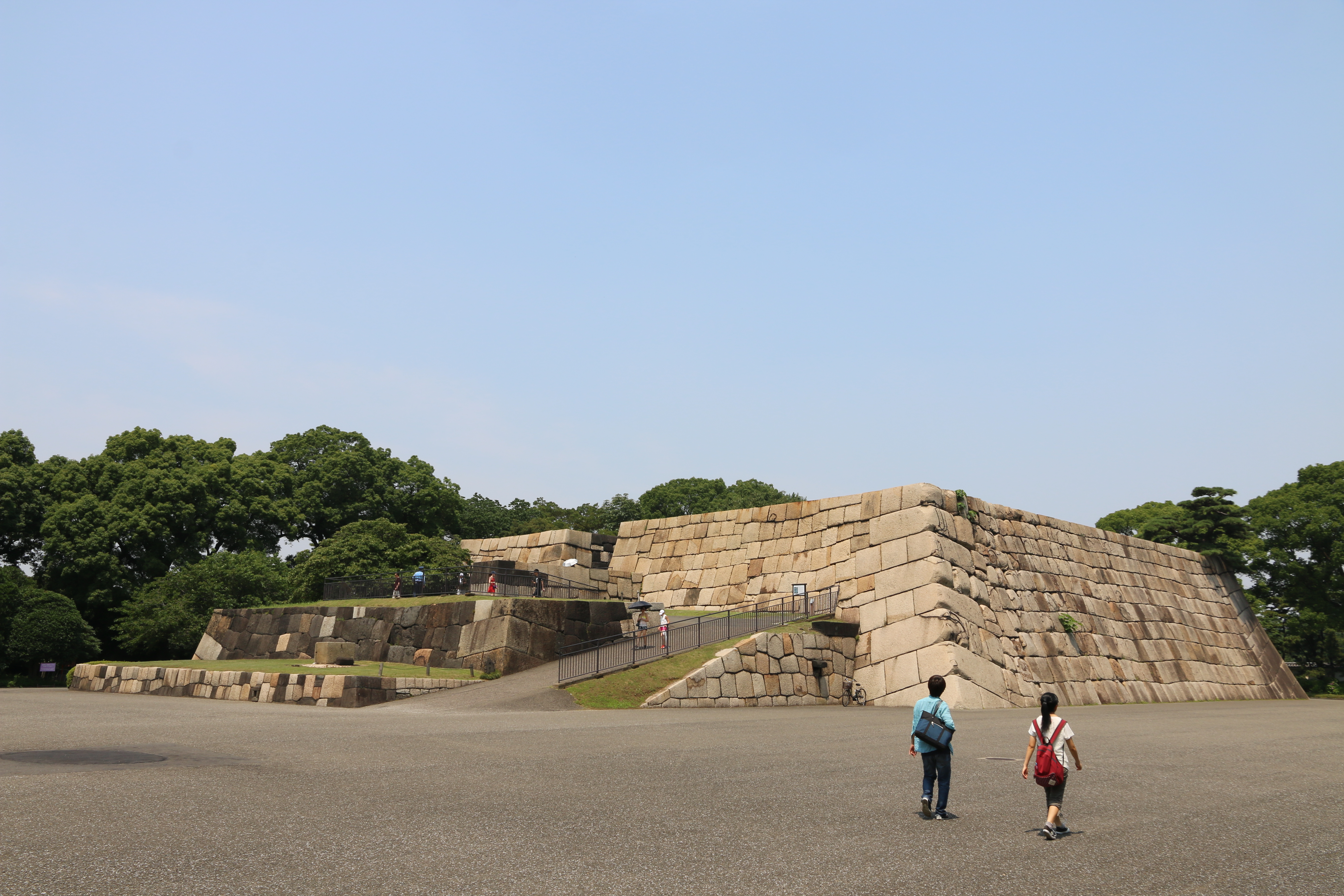
Base en pierre du donjon (tenshu).

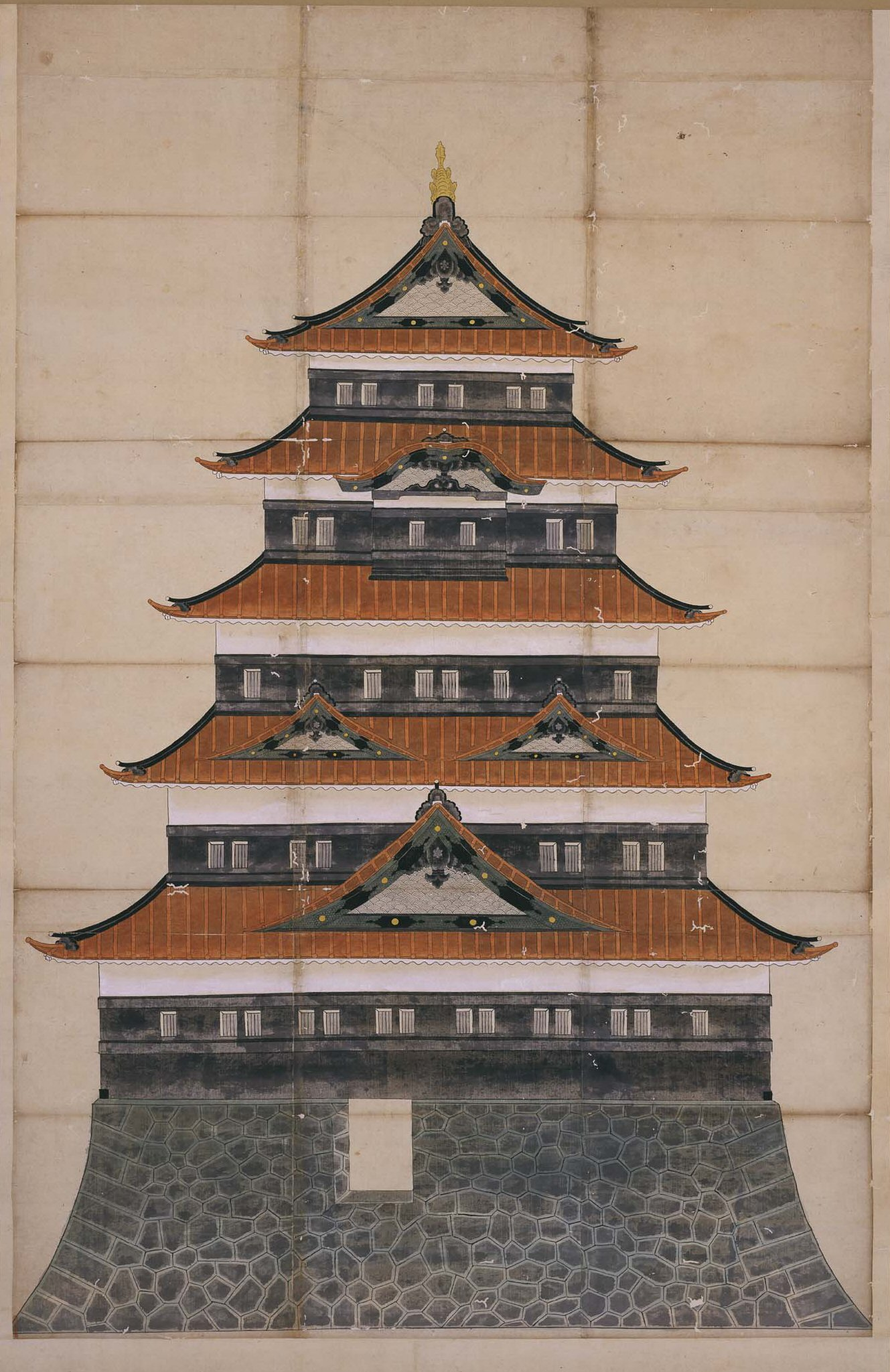
Aspect du donjon avant sa destruction en 1657.

Le donjon principal (connu sous le nom de Tenshudai, 天守台) se trouvait dans le coin nord du Honmaru. La Kitahanebashi-mon qui est juste à côté était l'une des principales portes d'entrée de cette partie la plus intérieure. Les mesures de la base en pierre sont de 41 m de largeur d'est en ouest, 45 m du nord au sud et 11 m de hauteur. Un donjon de 51 m de haut pour cinq étages reposait autrefois sur cette base. Il constituait ainsi le plus haut donjon de tout le Japon, symbole de la puissance du shōgun. Le donjon et ses multiples toits avaient été construits en 1607 et ornés d'or. Il a été détruit lors du grand incendie de Meireki en 1657 et n'a pas été reconstruit. Les fondements du donjon sont tout ce qui en reste.
Malgré cela, les films jidai-geki (comme Abarenbō Shōgun) tournés à Edo montrent généralement le château d’Edo comme ayant un donjon et substituent le château de Himeji à cette fin.
Une association à but non lucratif Rebuilding Edo-jo (NPO, 江戸城再建) a été créée en 2004 dans le but de reconstruire historiquement de manière correcte au moins le donjon principal. En mars 2013, Naotaka Kotake, chef du groupe, a déclaré que « la capitale a besoin d'un bâtiment symbolique » et que le groupe prévoyait de collecter des dons et des signatures sur une pétition dans l'espoir de reconstruire la tour. Un plan de reconstruction avait été élaboré à partir de vieux documents. L'Agence impériale n'a pas indiqué si elle soutiendrait le projet.

### Le palais Honmaru

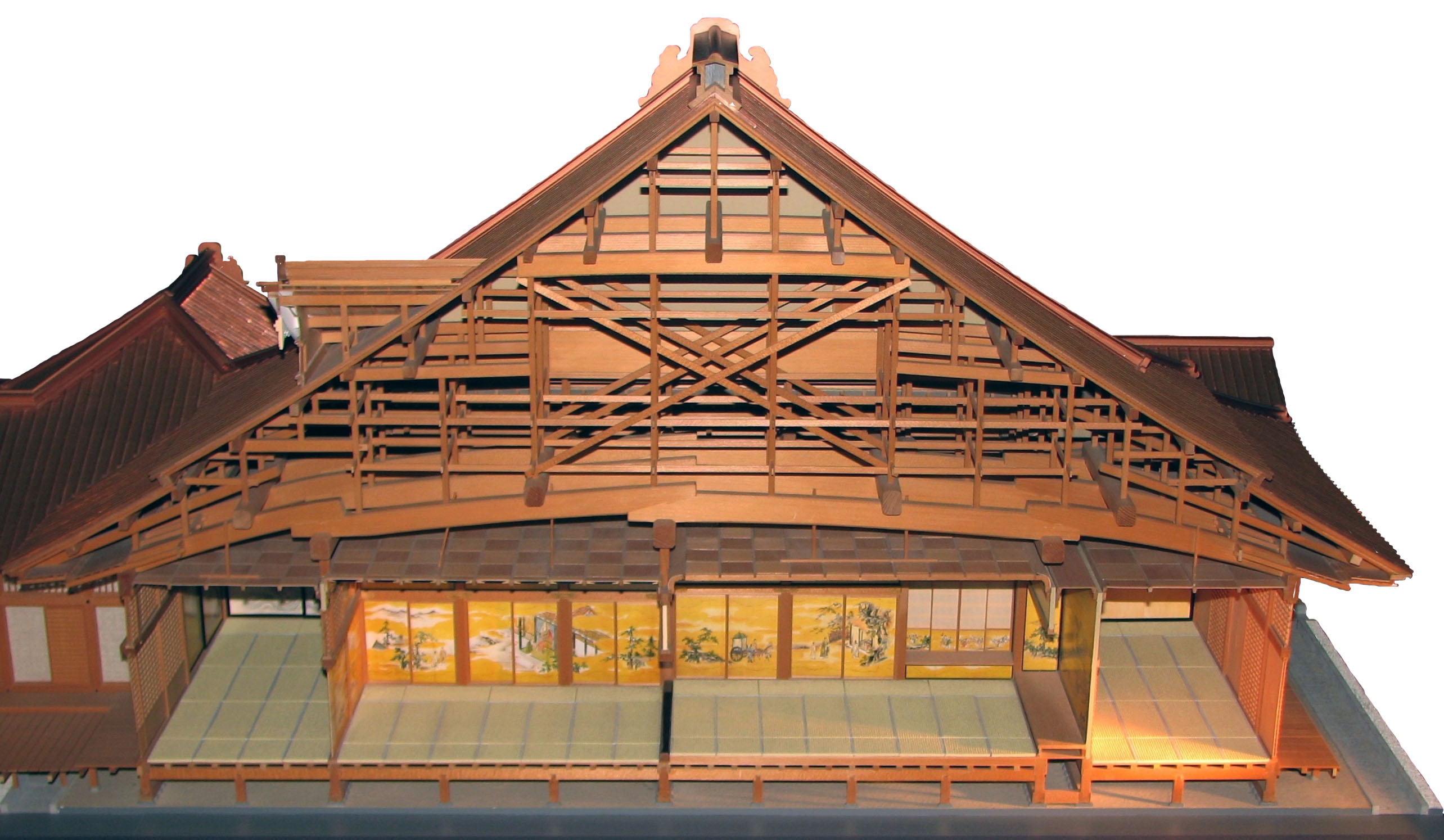
Maquette de shiro shoin (« salle d'étude blanche »), utilisé pour des réunions avec des messagers impériaux.

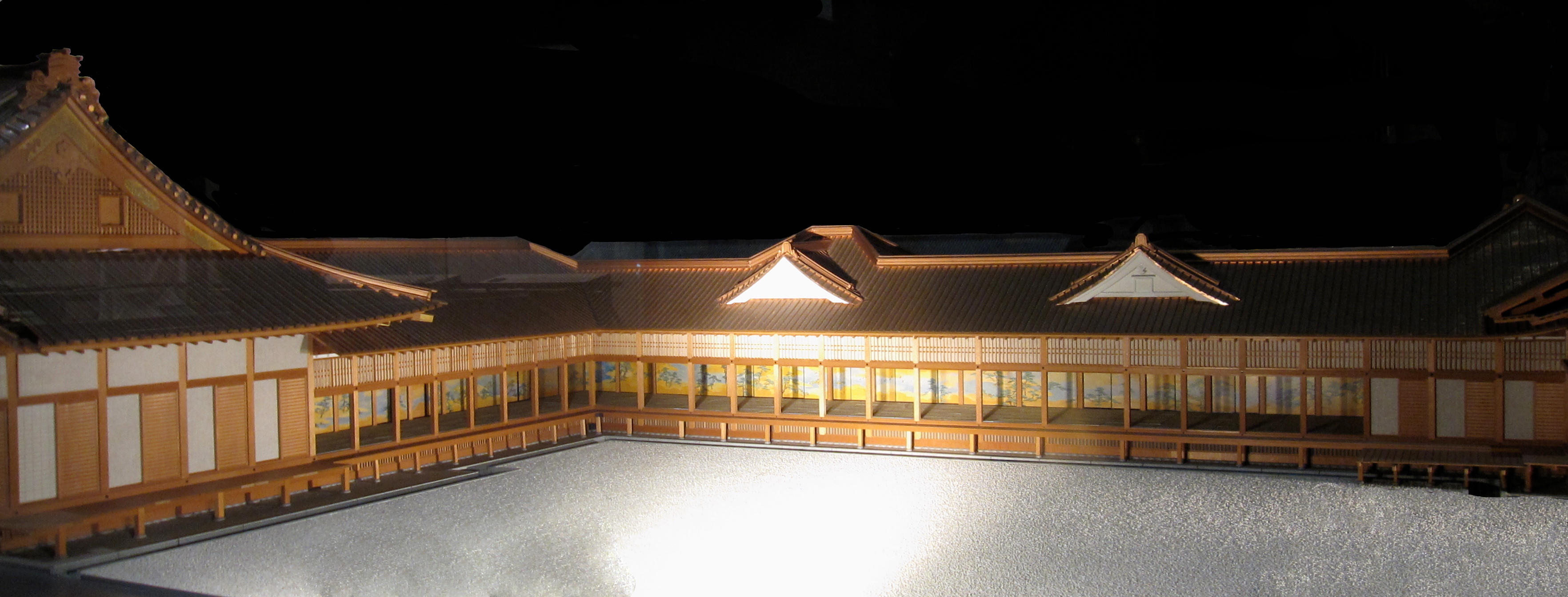
Maquette architecturale à l'échelle 1:30 du palais de Honmaru avec le Matsu no ōrōka (au milieu) reliant le Shiroshoin et le Ōhiroma.

Le palais résidentiel Honmaru (本丸御殿, Honmaru-goten) et les jardins du shōgun et sa cour ont été construits autour du donjon du château dans le Honmaru. Il s'agissait d'une série de bâtiments bas, reliés par des couloirs et rassemblés autour de divers jardins, cours ou maisons isolées, semblables à ceux que l'on peut voir au château de Nijō à Kyoto aujourd'hui. Ces structures étaient utilisées tant à des fins résidentielles que gouvernementales, telles que les audiences.
Le palais Honmaru haut d’un étage et divisé en trois sections :
- le Ō-omote (grand palais extérieur) contenait des salles de réception pour le public et des appartements pour les gardes et les officiels ;
- le Naka-oku (milieu central) était l'endroit où le shōgun recevait ses parents, des seigneurs supérieurs et rencontrait ses conseillers pour les affaires de l'État ;
- Ōoku (grand intérieur) contenait les appartements privés du shōgun et de ses dames de compagnie. Le grand intérieur était strictement interdit d’accès et la communication passait par de jeunes messagers[13]. Le grand intérieur avait apparemment une taille de 1 000 tatamis et pouvait être divisé en sections à l’aide de portes coulissantes shōji peintes de manière élégante.

Au fil du temps, divers incendies ont détruit le palais Honmaru qui a été reconstruit après chaque incendie. De 1844 à 1863, Honmaru en a connu trois. Après chaque sinistre, le shōgun s'est rendu dans les résidences du Nishinomaru jusqu'à la reconstruction complète. Cependant, en 1853, le Honmaru et le Nishinomaru brûlèrent à la fois, forçant le shōgun à s'installer dans une résidence de daimyō. Le dernier incendie s'est produit en 1873, après quoi le palais n'a pas été reconstruit par le nouveau gouvernement impérial. Derrière le palais Honmaru se trouvait le donjon principal. En plus d'être l'emplacement du donjon et du palais, le Honmaru était également le site du Trésor. Trois entrepôts qui bordaient un rempart jouxtaient le palais de l'autre côté. L'entrée était petite, faite de bois épais et fortement gardée. Derrière le mur, la profonde chute dans les douves sécurisait la zone.

### Fujimi-yagura

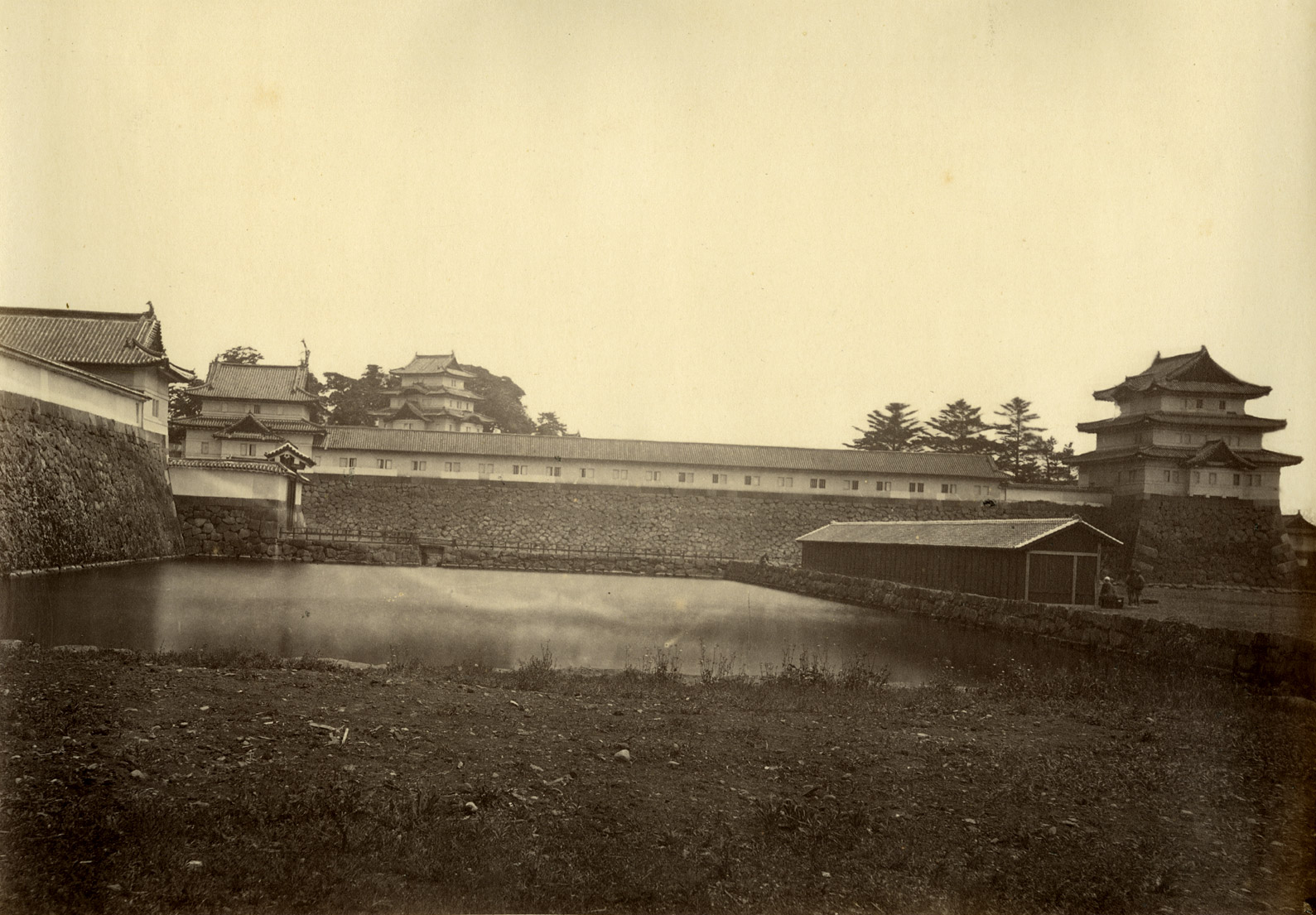
Vue sur Hamaguri-bori (avant), Sakashita-mon (à gauche), Hasuike-Tatsumi-Sanjū-yagura (à droite), Fujimi-yagura (centre retour) avant 1870.

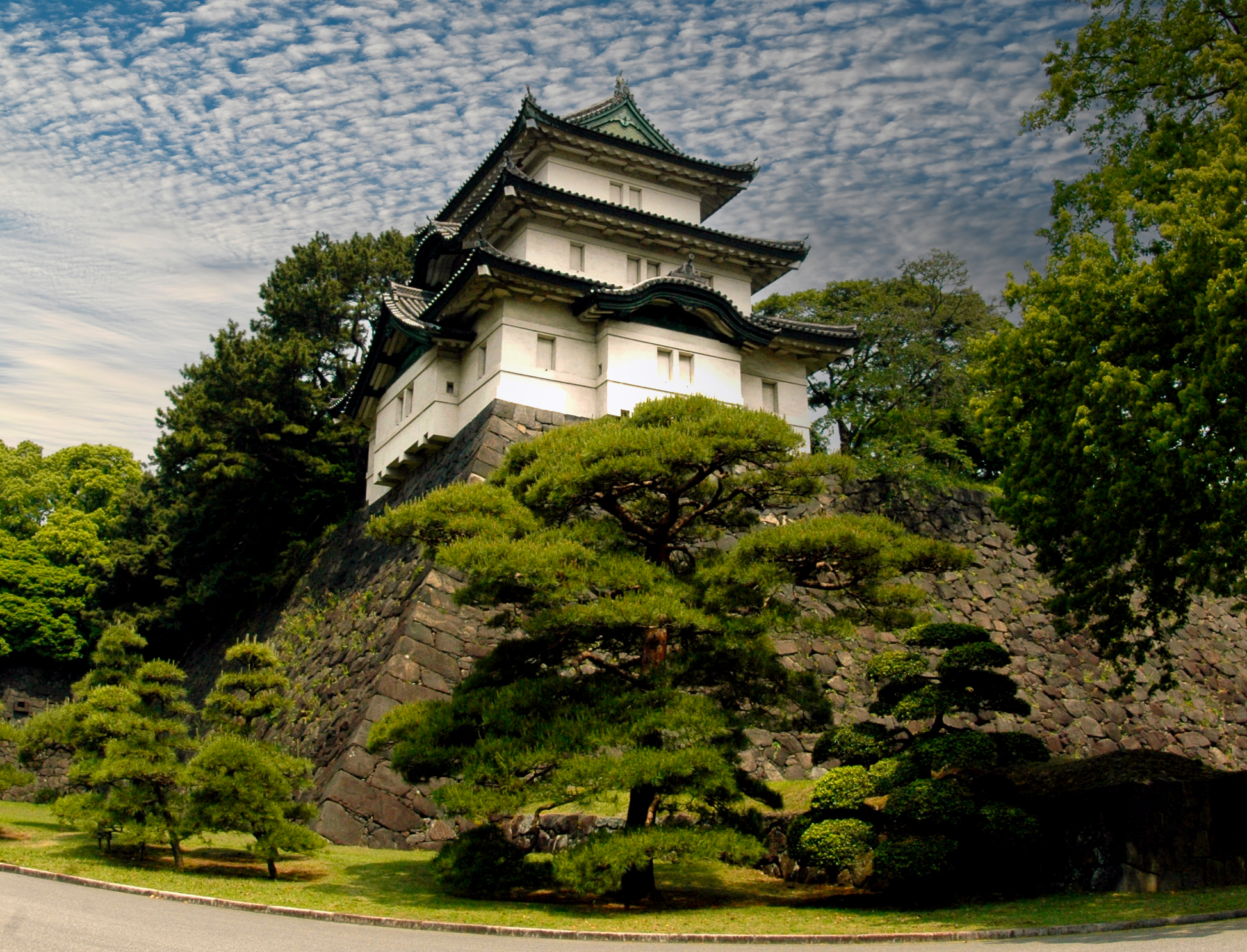
La Fujimi-yagura (une tourelle du château d'Edo).

La Fujimi-yagura (富士見櫓, « tour d'observation du mont Fuji ») se situe dans le coin sud-est de l'enceinte Honmaru et est haute de trois étages. Fujimi-yagura est l'une des trois dernières yagura, vestiges de la citadelle intérieure du château d'Edo, sur un total de 11 à l'origine. Les autres vestiges restants sont la Fushimi-yagura (à côté du pont d'acier supérieur de Nijūbashi) et la Tatsumi-nijyu-yagura (au coin du fossé de la Kikyō-bori près de la porte Kikyō-mon). On l’appelle aussi la tour de « tous les côtés de face » parce que tous ses côtés se ressemblent de toutes les directions. On pense que le mont Fuji était visible de cette tour de guet, d'où son nom. Le donjon principal du château d'Edo ayant été détruit en 1657 et non reconstruit, la Fujimi-yagura l’a remplacé et a constitué un bâtiment important pendant la période Edo. À environ 150-160 m au nord de la Fujimi-yagura se trouve l'ancien site du corridor Matsu no ōrōka, théâtre d'événements dramatiques en 1701 qui ont conduit à l'incident des quarante-sept rōnins.

### Fujimi-tamon

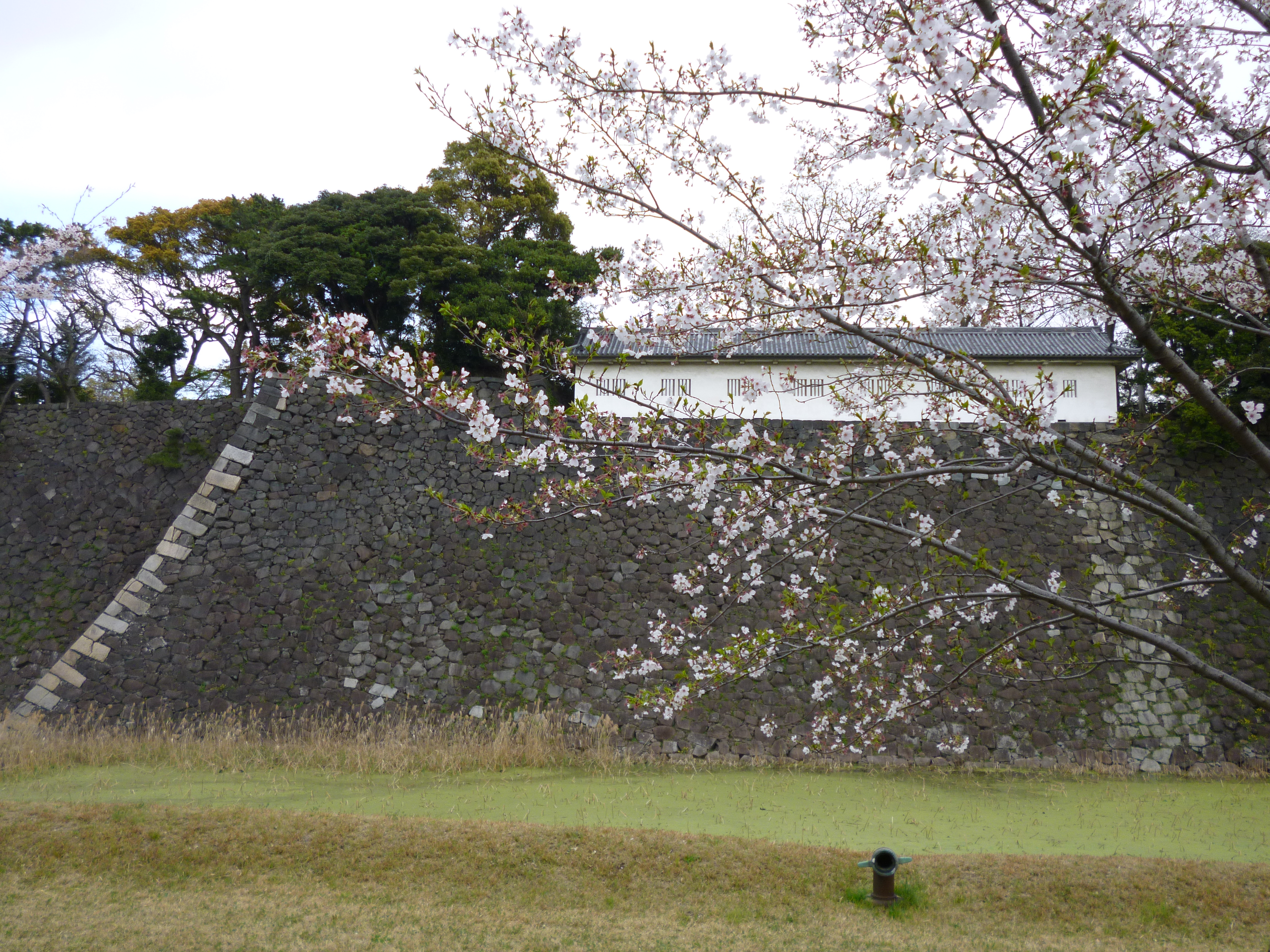
Vue de la Fujimi-tamon.

La maison de défense Fujimi-tamon (富士見多聞) se situe à environ 120-130 m au nord du Matsu no ōrōka. Cette maison de défense est située au sommet de grands murs de pierre surplombant le Hasuike-bori (douve en croissance de lotus). Armes et outils étaient stockés à cet endroit. Au cours de la période Edo, des tours de guet (yagura) à deux ou trois étages avaient été construites à des points stratégiques au sommet du mur de pierre entourant le Honmaru. Entre chaque tour, une maison de défense (appelée tamon) avait été érigée à des fins défensives. Il y avait autrefois 15 de ces bâtiments dans le Honmaru, dont seul le Fujimi-tamon existe encore.

### Ishimuro

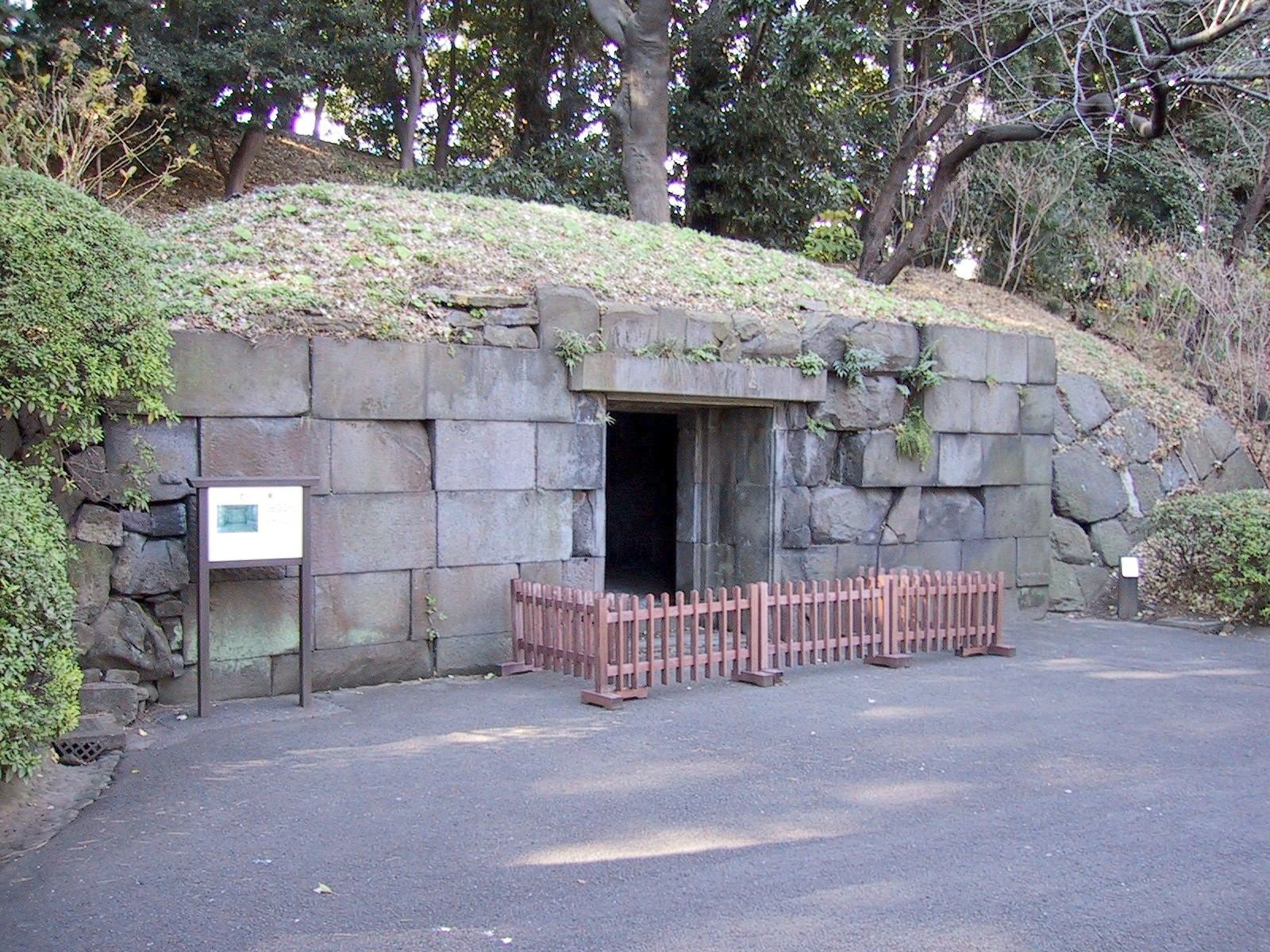
Ishimuro.

Au nord du Fujimi-tamon se trouve l'Ishimuro (石室, « cave de pierre »), situé sur une pente. D’une grandeur d’environ 20 m2, son but précis est inconnu, mais comme il se trouve à proximité de l'ancienne zone de stockage du palais intérieur, il aurait pu être utilisé pour stocker des fournitures et des documents pour le shogunat.

### Shiomi-zaka
La Shiomi-zaka (潮見坂) est une pente qui longe le bâtiment du département de musique impérial actuel en direction de l'enceinte de Ninomaru. Dans les temps anciens, apparemment, la mer pouvait être vue de là, d'où son nom.

## Ninomaru

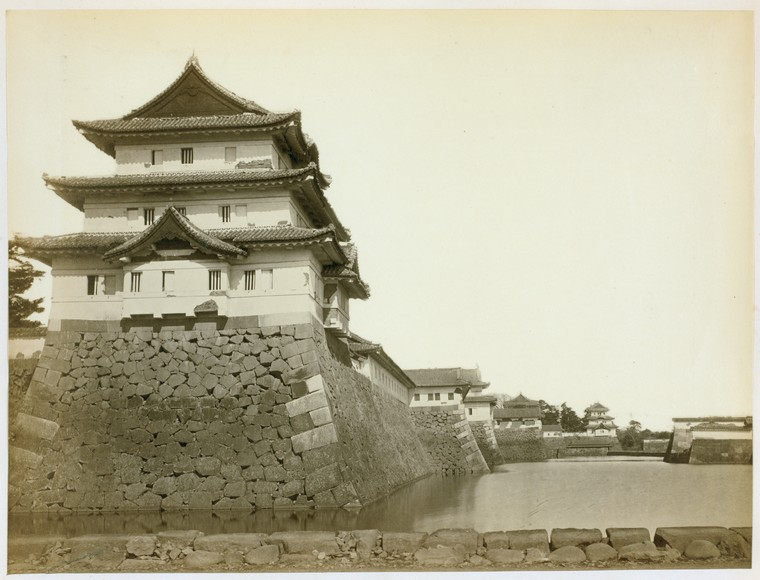
Hamaguri-bori (en face), Hasuike-tatsumi-sanjū-yagura (à gauche), Tatsumi-sanjū-yagura (à droite) avant 1870.

Au pied de la Shiomi-zaka, à l'est du Honmaru, se trouve le Ninomaru (二の丸, deuxième enceinte) du château d'Edo. Un palais pour les héritiers des shoguns Tokugawa a été construit en 1639 à l’ouest et, en 1630, il semble qu'un jardin conçu par Kobori Enshū, fondateur du paysagisme japonais, se trouvait au sud-est. Plusieurs incendies ont détruit tout ce qui s'y trouvait et rien n'a été reconstruit. Hormis le palais Honmaru, le Ninomaru était entouré de sept yagura, huit maisons de défense, une dizaine de portes et d’autres corps de garde. Le Tenjin-bori sépare une partie du Ninomaru du Sannomaru.
Plusieurs rénovations ont été effectuées au cours des années jusqu'à l'ère Meiji. Un tout nouveau jardin a été aménagé depuis autour de l’ancien étang de l’époque Edo. Seuls les Hyakunin-bansho et Dōshin-bansho sont toujours debout.

### Dōshin-bansho

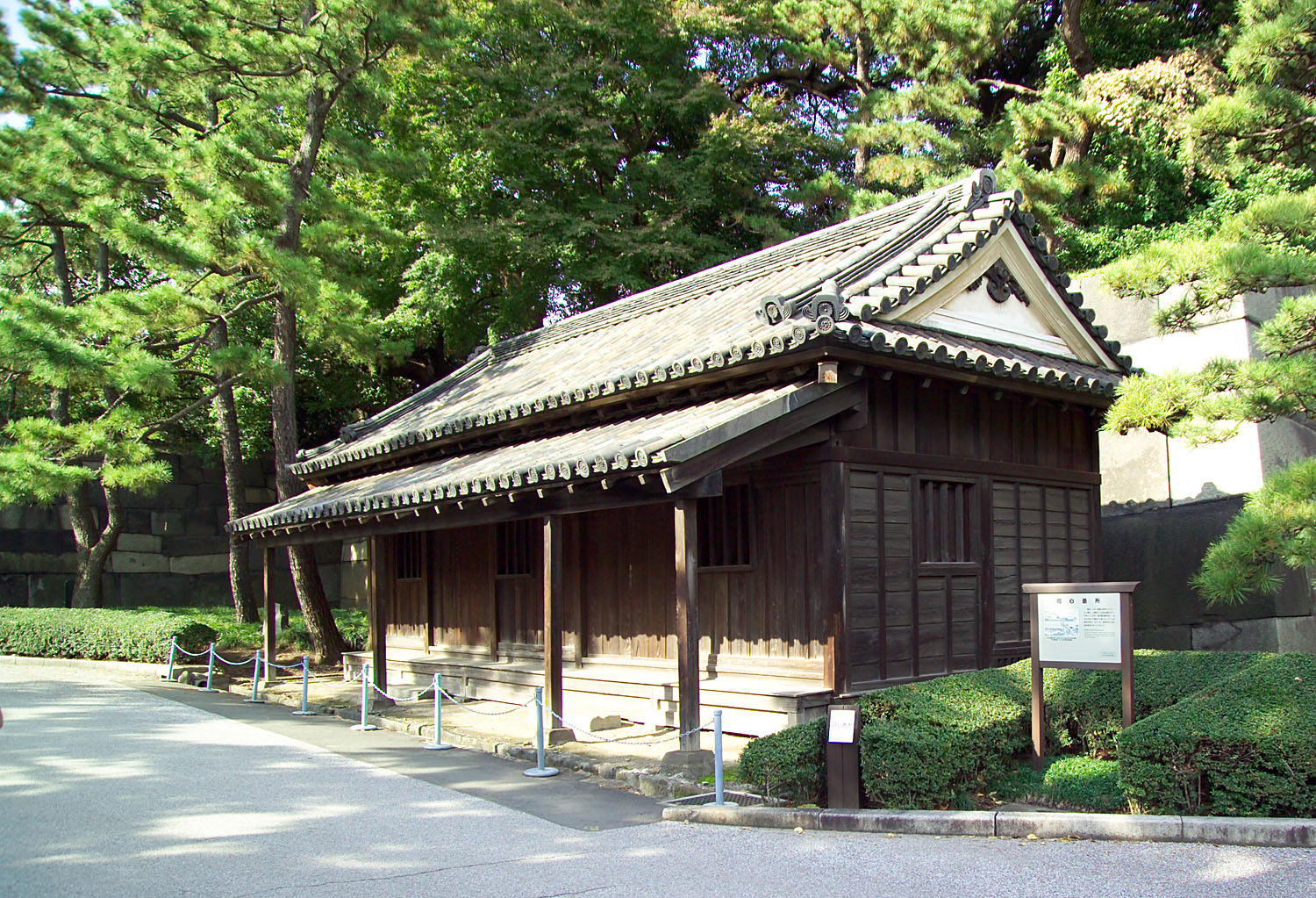
Dōshin-bansho.

Le Dōshin-bansho (同心番所) est un poste de garde. Un grand corps de garde se trouvait dans la Ōte-mon où se trouve la sécurité actuelle. Le Dōshin-bansho se trouve du côté droit du passage depuis la Ōte-mon. C'est là que les gardes samouraïs étaient postés pour surveiller l’enceinte du château.

### Hyakunin-bansho

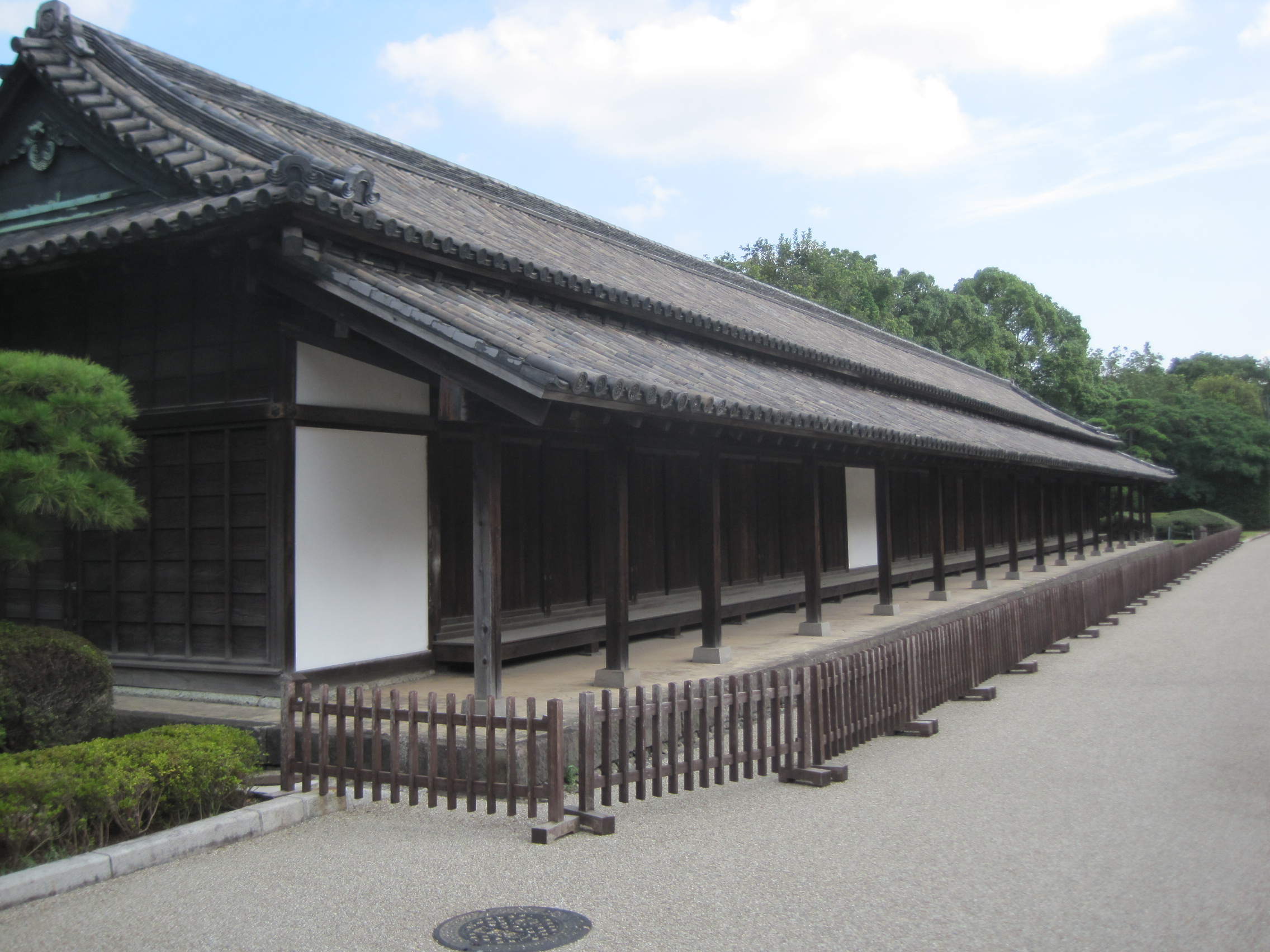
Hyakunin-bansho.

Le grand mur de pierre devant le Dōshin-bansho était la fondation de la porte massive Ōte-sanno-mon watari-yagura. Le long bâtiment à gauche du côté sud de cette fondation est le Hyakunin-bansho (百人番所), ainsi nommé car qu'il abritait une centaine de gardes étroitement associés au clan Tokugawa.

### Ō-bansho

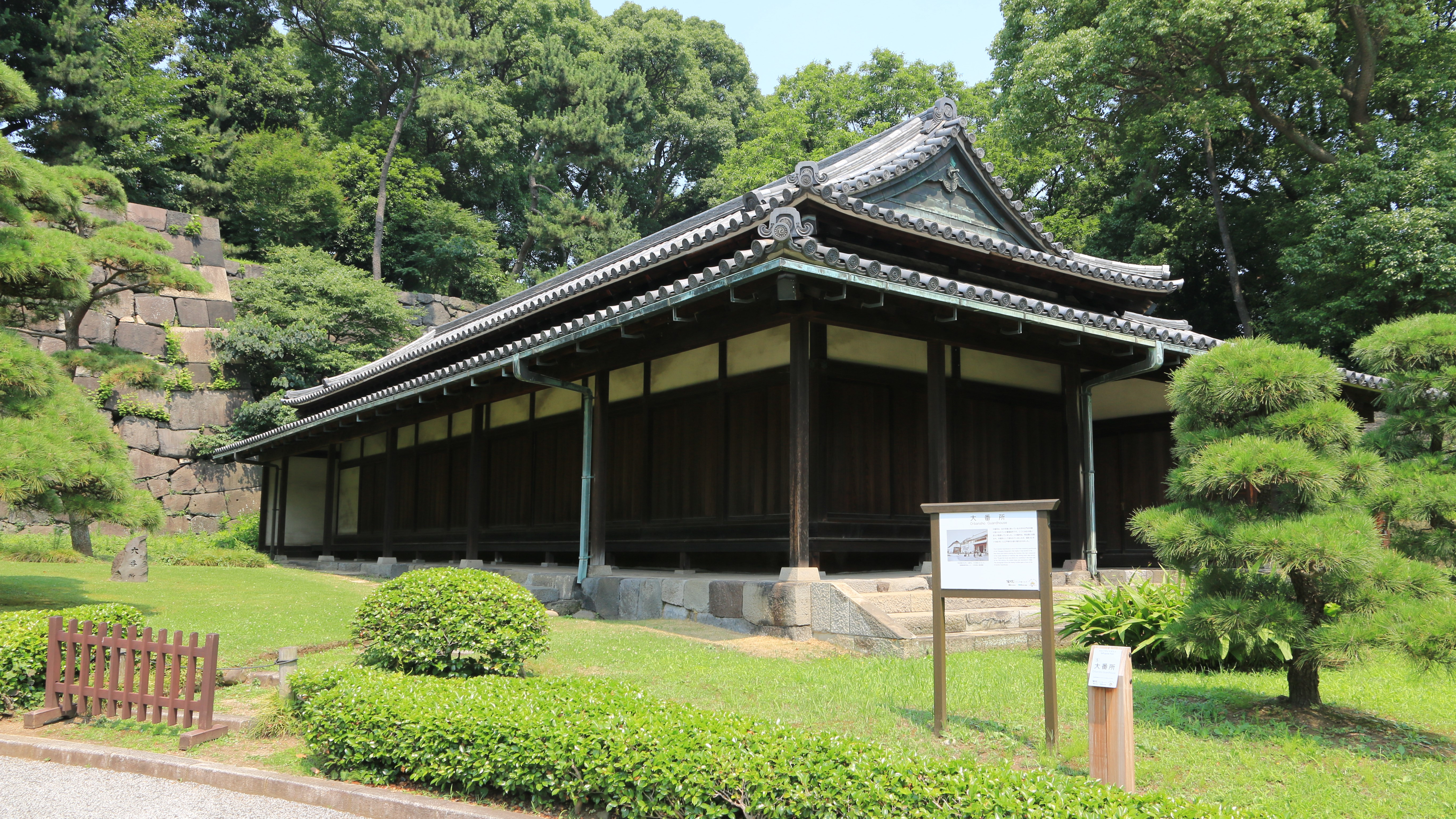
Ō-bansho.

Le mur de pierre devant le Hyakunin-bansho est tout ce qui reste du Naka-no-mon watari-yagura (tour de la porte intérieure). Le bâtiment situé du côté intérieur droit de la porte est le Ō-bansho (大番所). L'Ō-bansho, qui abritait des gardes du château, jouait probablement un rôle clé dans la sécurité du château d'Edo, puisque l'enceinte de Honmaru commençait juste derrière la porte Naka-no-mon.

### Suwa-no-chaya

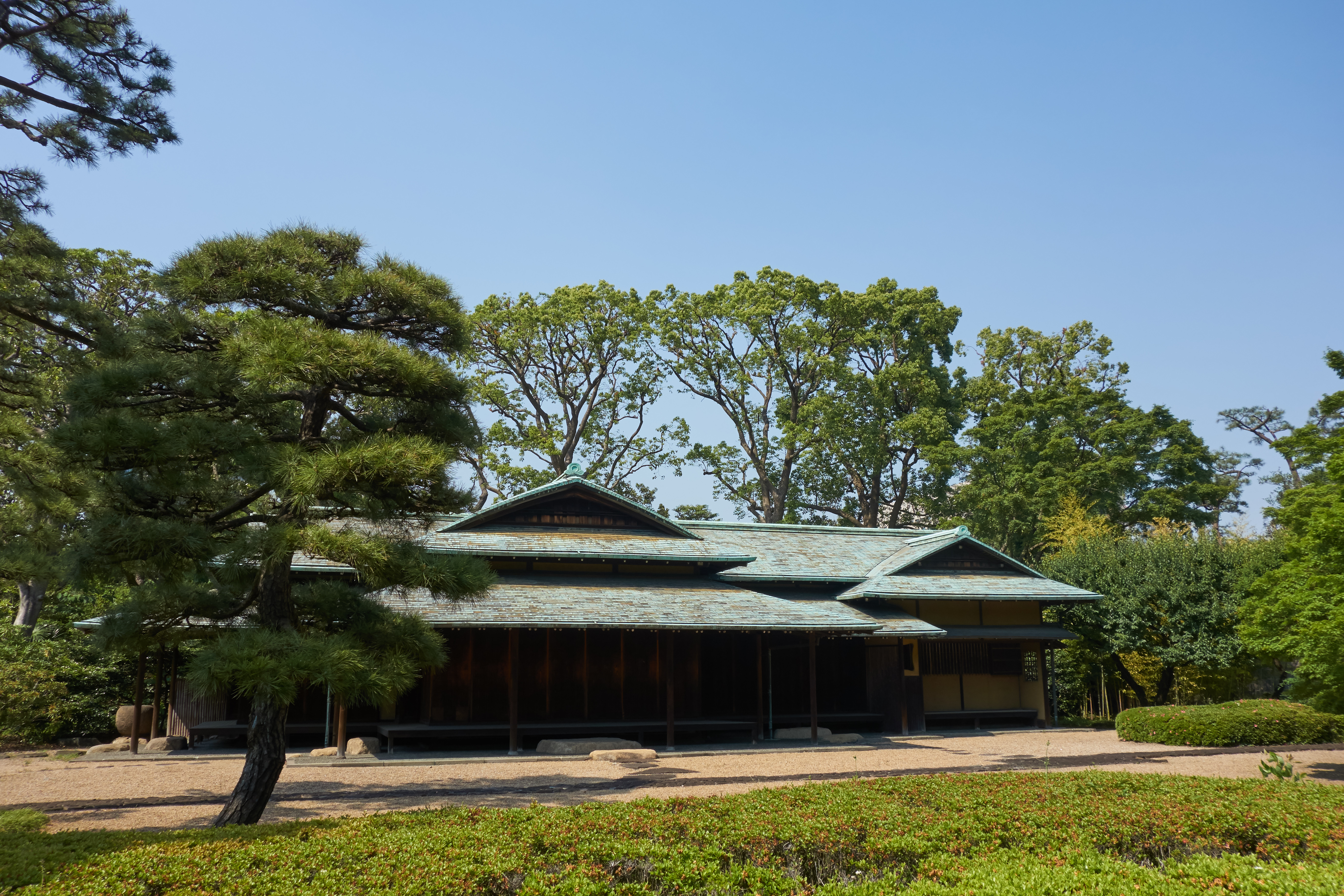
Suwa-no-chaya.

Le Suwa-no-chaya (諏訪の茶屋) est un salon de thé qui se trouvait autrefois dans le jardin Fukiage pendant la période Edo. Après divers déménagements durant l'ère Meiji, il se trouve aujourd'hui dans le jardin moderne de Ninomaru.

## Sannomaru
Le Sannomaru (三の丸, troisième enceinte) est l'enceinte la plus à l'est à côté du Ninomaru, séparée par la Tenjin-bori. La Ōte-bori se trouve au nord, et au sud se trouve la Kikyō-bori.

### Bairin-zaka
Une pente abrupte, Bairin-zaka (梅林坂), relie l’est de Honmaru à Hirakawa-mon, en face de l’actuel bâtiment du département des Archives et des Mausolées. Il est dit qu'Ōta Dōkan y a planté plusieurs centaines de pruniers en 1478 en l'honneur de Sugawara no Michizane. Dōkan aurait aussi construit le Sanno-gongendō ici, où se trouvaient deux sanctuaires lorsque le clan Tokugawa a investi le site. Avec l'érection du Honmaru du château d'Edo, le sanctuaire dédié à Sugawara no Michizane a été transféré à Kojimachi Hirakawa-chō et sera plus tard connu sous le nom de sanctuaire d'Hirakawa. Le sanctuaire Sanno a d'abord été déplacé à la Momijiyama du château d'Edo et est devenu son sanctuaire tutélaire, mais fut à nouveau déplacé. Aujourd'hui, il est connu sous le nom de sanctuaire Hie-jinja.

### Hirakawa-mon

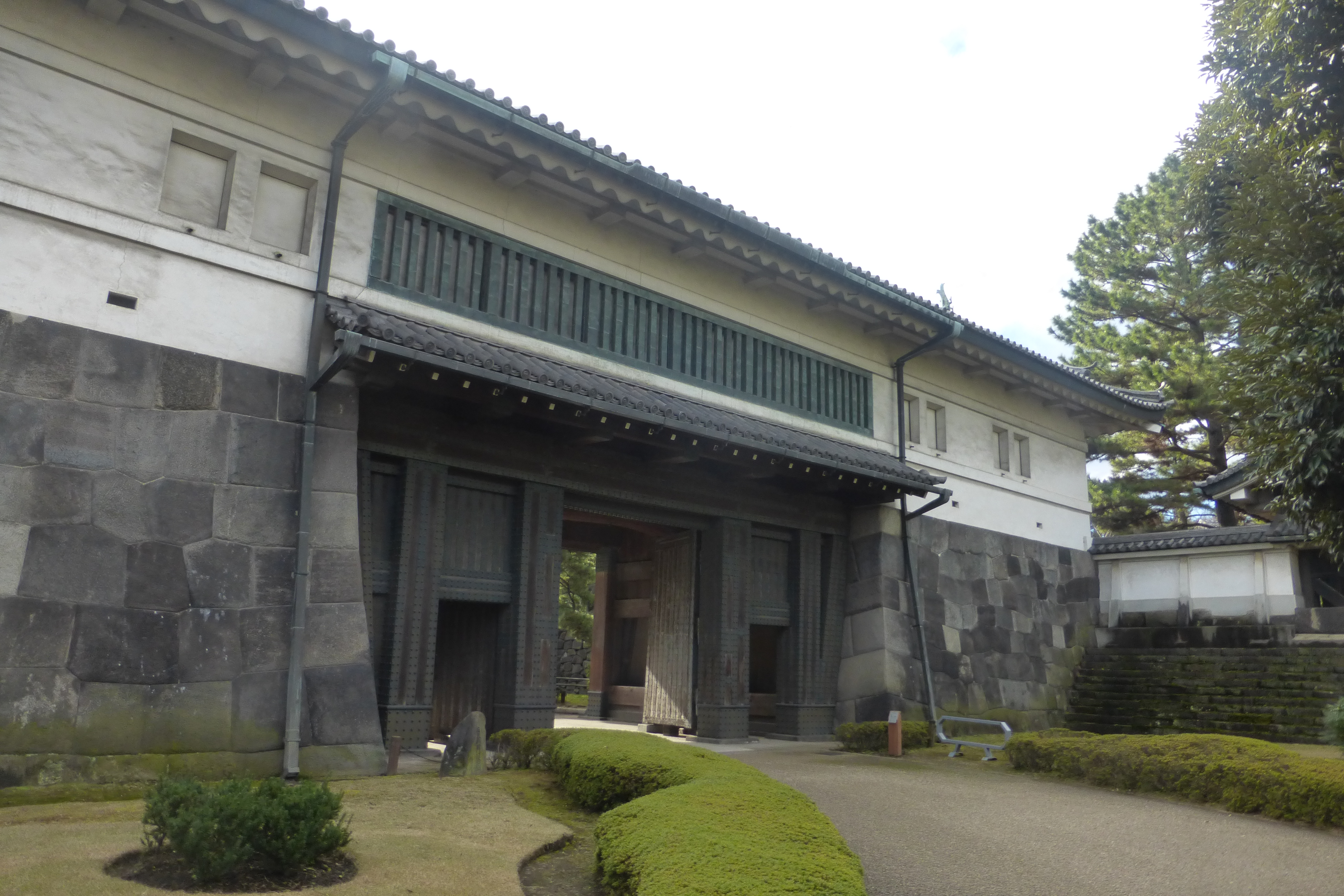
Hirakawa-mon.

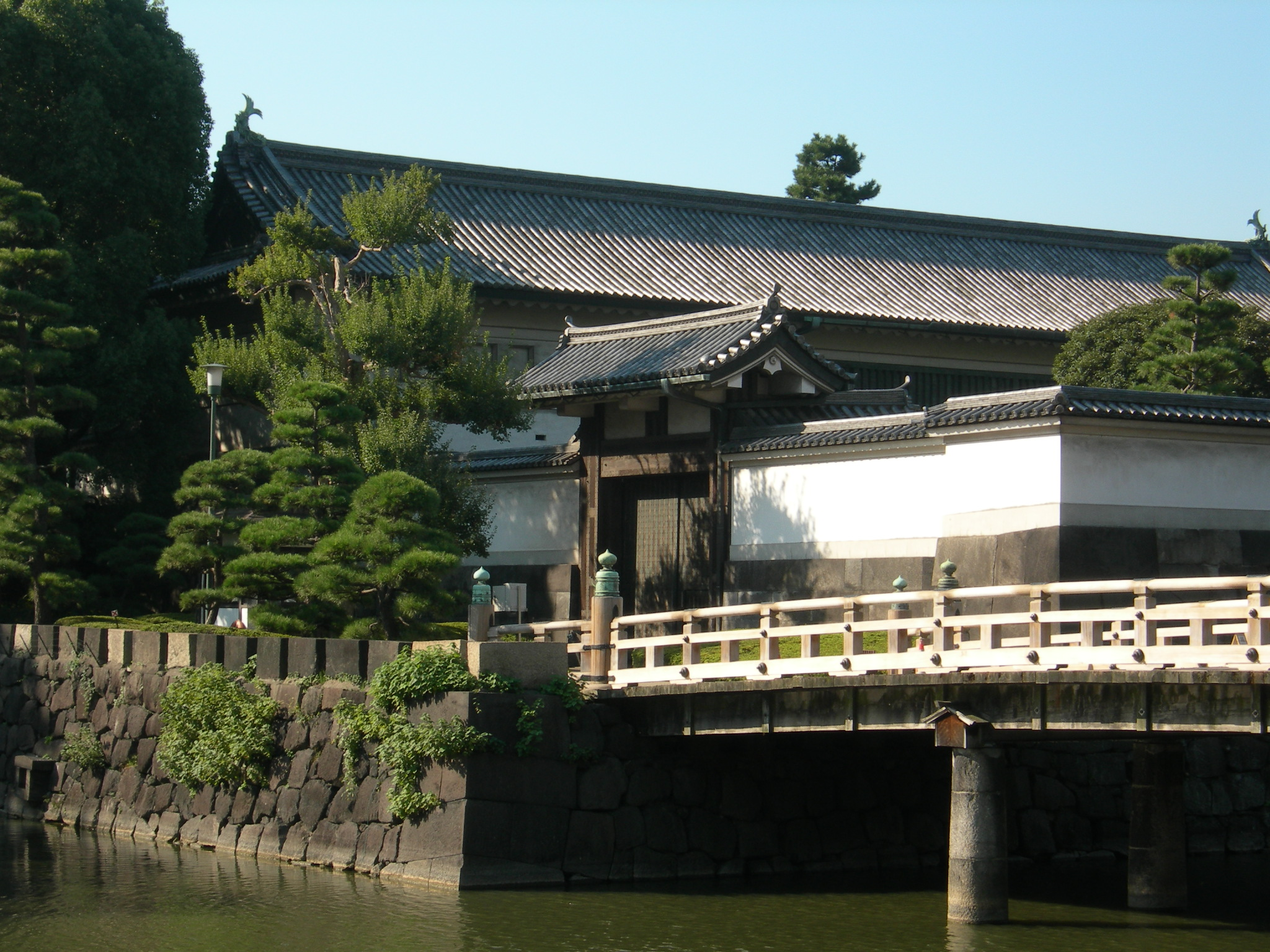
Aspect extérieur de la Hirakawa-mon.

Hirakawa-mon (平川門) aurait été la porte principale de la partie Sannomaru du château d'Edo. Elle aurait également pu avoir été la porte latérale pour les servantes et est donc également appelé l'Otsubone-mon. Cette porte est de forme masugata (ensemble comprenant deux portes perpendiculaires l'une à l'autre, empêchant l'entrée directe du château), semblable à la Ōte-mon. La Watari-yagura-mon est donc flanquée de deux kōrai-mon, l’une construite à l’angle adjacent droit précède l’entrée et l'autre, parallèle, à l'ouest, servait de « porte à ceux qui étaient impurs » pour les défunts et les criminels de l'intérieur du château. À l'extérieur de cette porte se trouve un pont en bois dont les balustrades sont ornées de giboshi.

### Ōte-mon

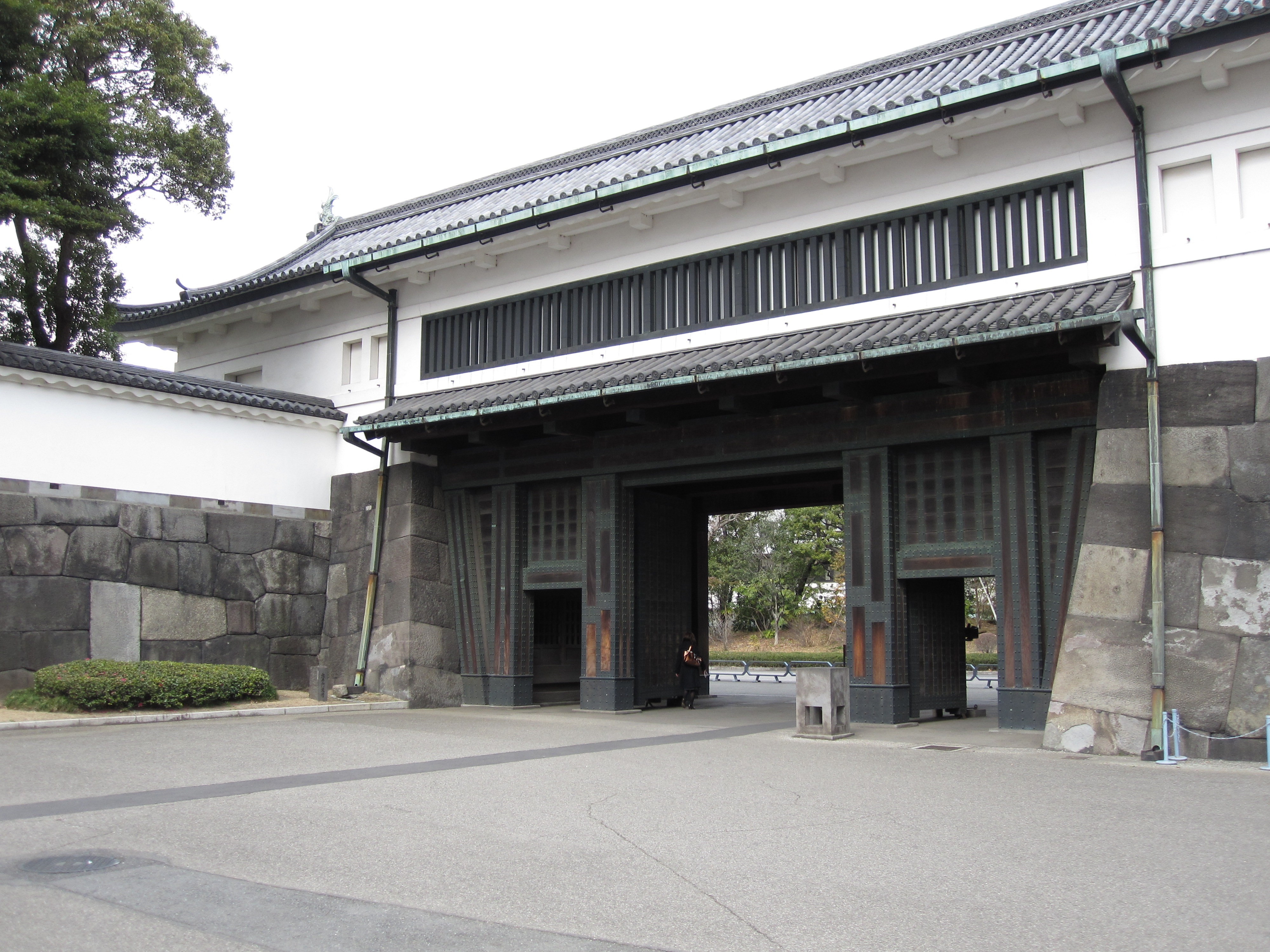
Ōte-mon.

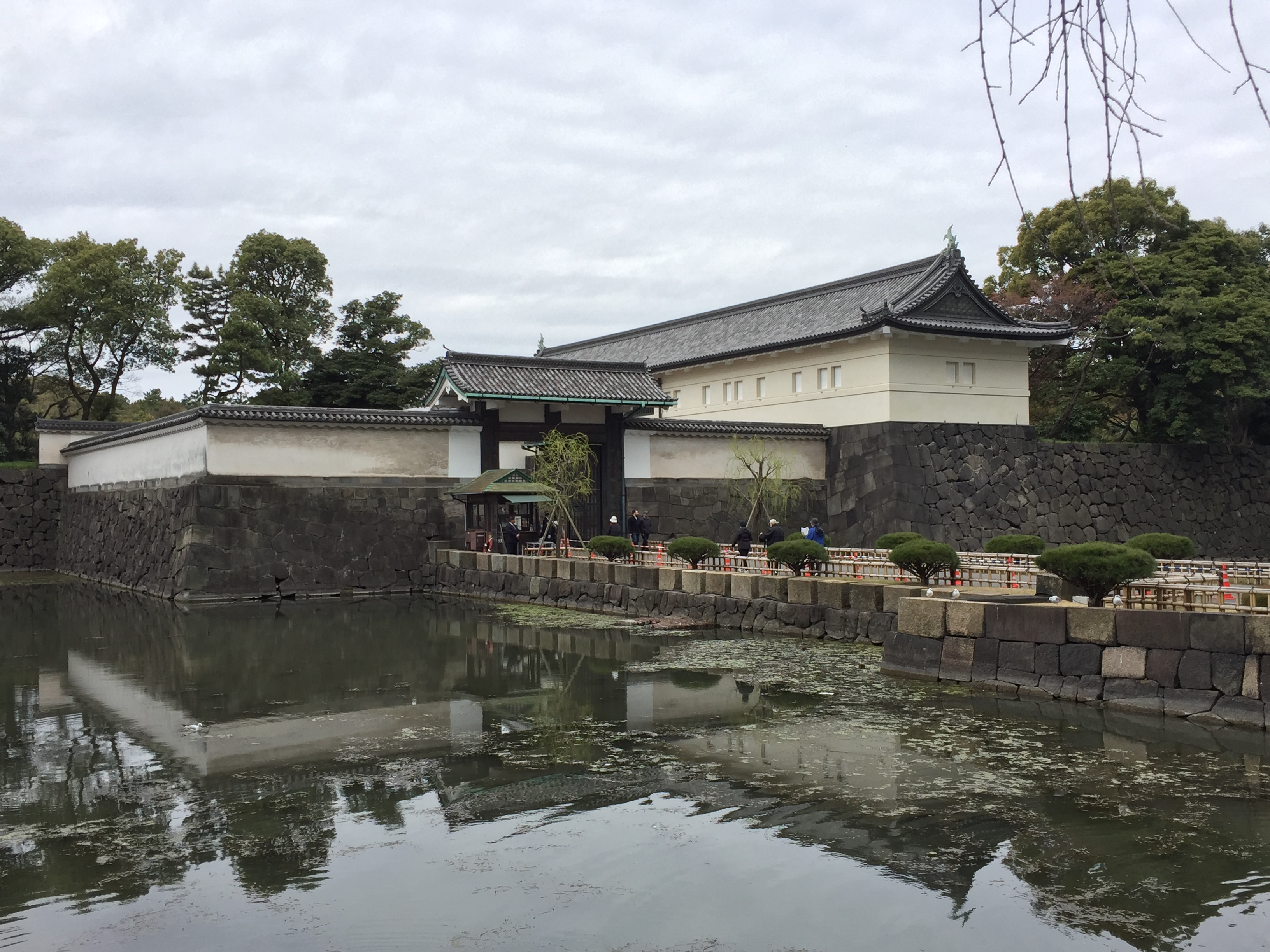
Aspect extérieur de la Ōte-mon.

Ōte-mon (大手門, « porte de la Grande Main ») était la porte principale du château. Pendant le règne du deuxième shōgun Tokugawa Hidetada, le château a connu des réaménagements dans les années 1620 et la porte aurait pris sa forme actuelle à cette époque, avec l’aide de Date Masamune, seigneur du château de Sendai, et de Soma Toshitane, seigneur du château de Nakamura.
Le grand incendie de Meireki détruisit le Ōte-mon en janvier 1657, mais l’édifice fut reconstruit en novembre 1658. Il a été gravement endommagé à deux reprises, en 1703 et 1855 par de puissants tremblements de terre, puis reconstruit jusqu'à l'ère Meiji. Plusieurs réparations ont été effectuées après l'ère Meiji, mais les dégâts causés par le séisme de Kantō de 1923 ont entraîné le démantèlement de la porte principale et la reconstruction des murs de pierre de chaque côté de la porte en 1925.
La Watari-yagura-mon fut complètement incendiée pendant les bombardements de la Seconde Guerre mondiale, le 30 avril 1945. Des restaurations furent effectuées d'octobre 1965 à mars 1967, afin de réparer les kōraimon et les murs, et la Ōte-mon fut reconstruite.

### Tatsumi-yagura

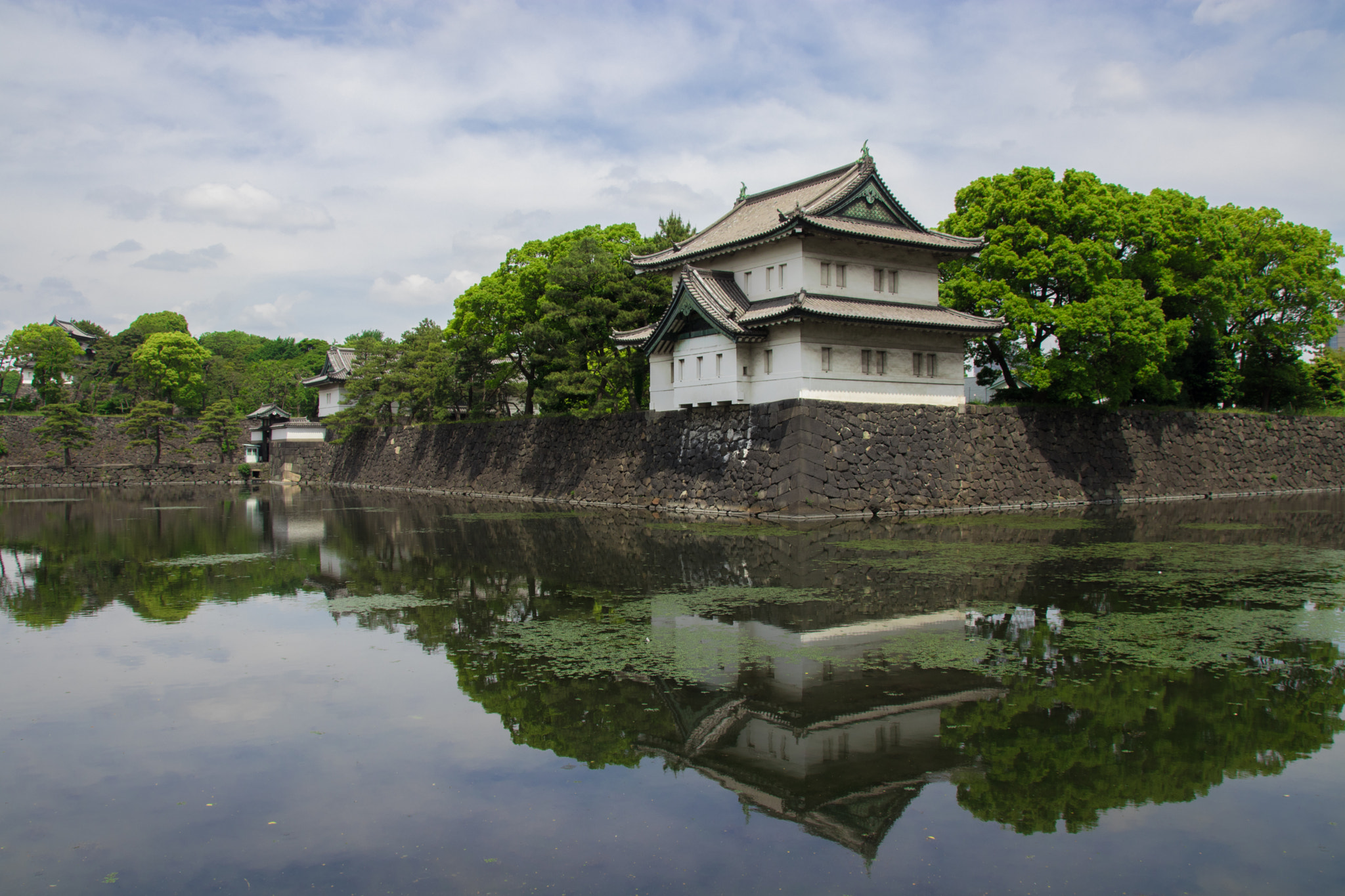
Tatsumi-yagura sur la Kikyō-bori avec la Kikyō-mon en arrière-plan.

La Tatsumi-yagura (巽櫓), également connue sous le nom de Sakurada-yagura (桜田櫓), est une tourelle haute de deux étages situé dans le coin le plus à l'est du Sannomaru.

### Kikyō-mon

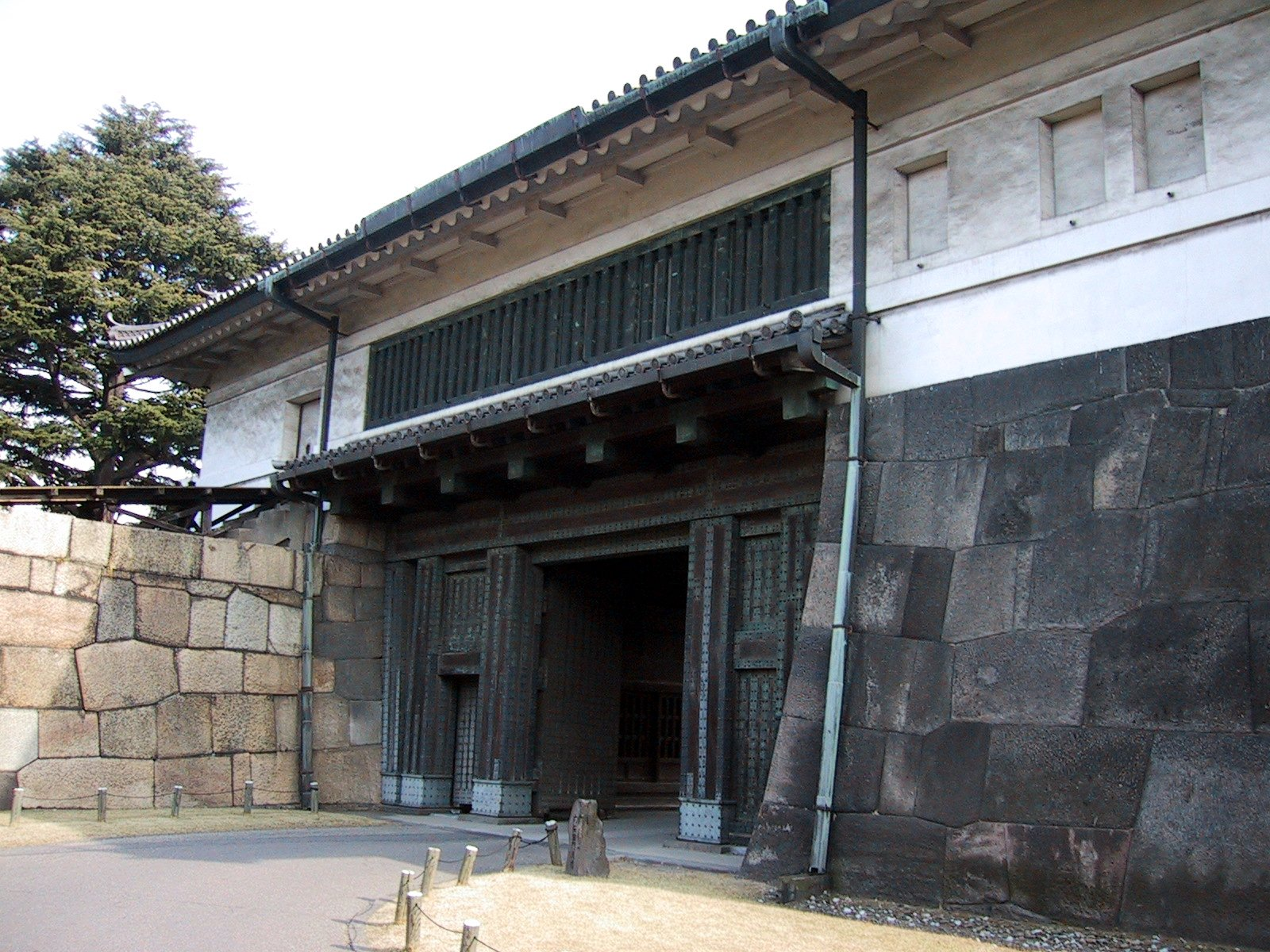
Kikyō-mon.

Une des rares portes restantes du Ninomaru est la Kikyō-mon (桔梗門), également appelée Sakurada-mon intérieure, par opposition à la Sakurada-mon (extérieure) au sud. La porte se compose principalement d’une porte-tour et d’une autre porte dans le style kōrai.

## Nishinomaru

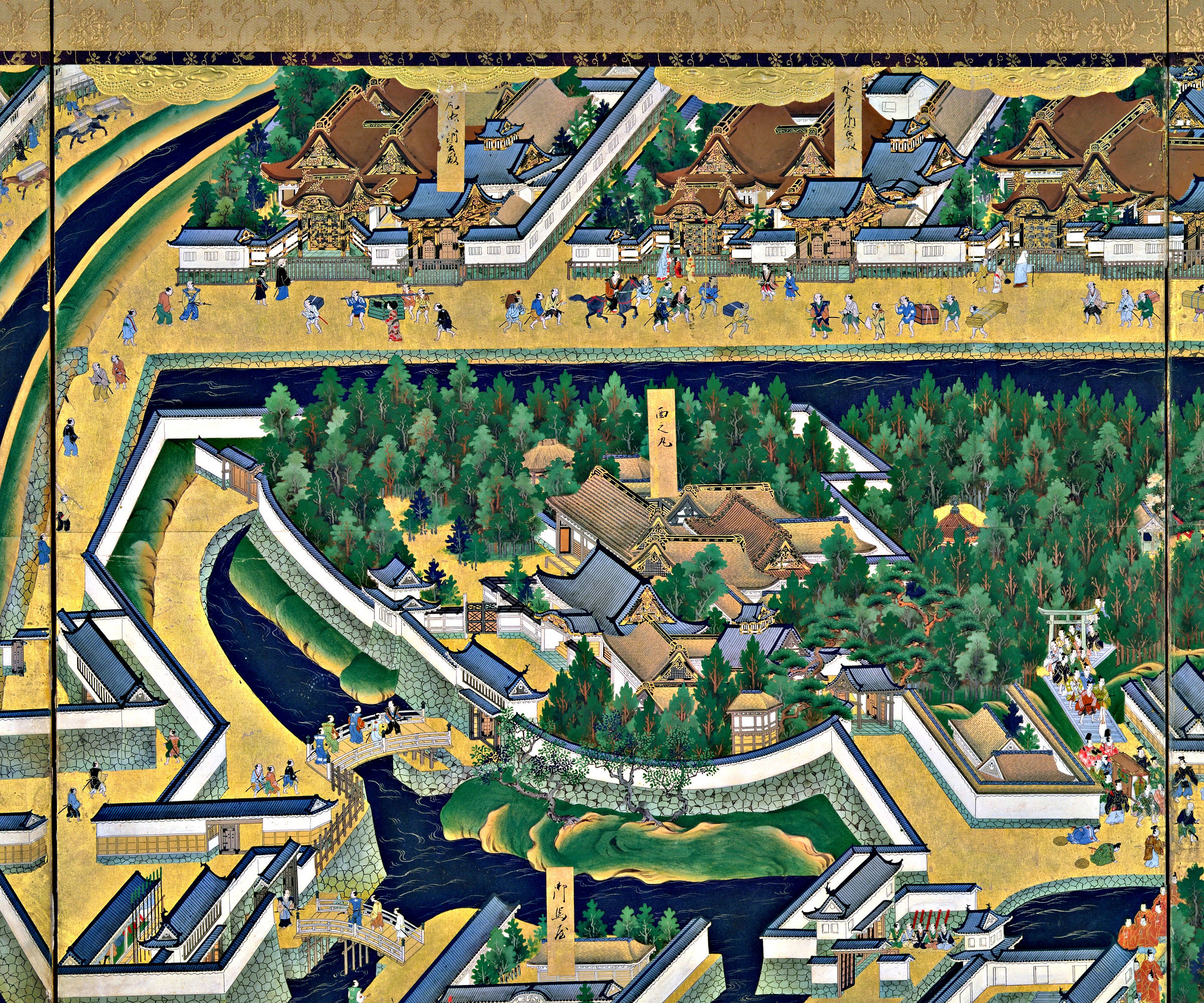
Nishinomaru et Fukiage, résidences des trois familles Tokugawa (XVIIe siècle).

Le Nishinomaru (西の丸, « enceinte de l’Ouest ») était l'emplacement des palais et des résidences du shōgun retraité et de son héritier pendant un certain temps. La partie extérieure du Nishinomaru à l'est (l'actuel jardin extérieur du palais impérial) était le site de diverses résidences de daimyos. Le Nishinomaru est bordé de douves telles que la Dōkan-bori à l'ouest, la Sakurada-bori et la Gaisen-bori au sud, la Kikyō-bori et la Hamaguri-bori au nord. Après chaque incendie de son palais du Honmaru, le shōgun se rend normalement dans le Nishinomaru, bien qu'il ait également été détruit par un incendie en 1853. Le 5 mai 1873, la résidence de Nishinomaru est incendiée. Le palais impérial a été construit sur son site à l'ère Meiji.

### Sakurada-mon

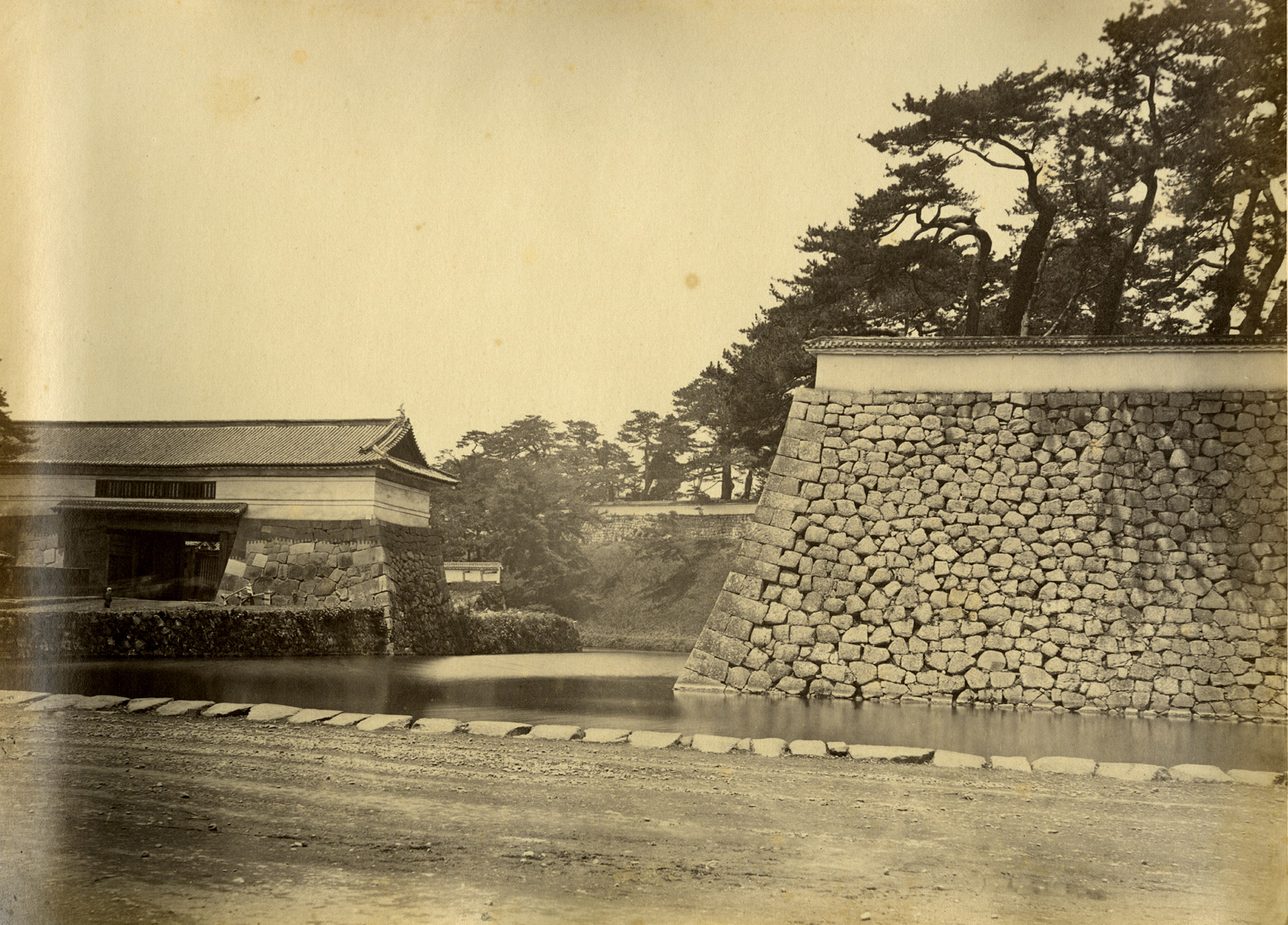
Sakurada-mon.

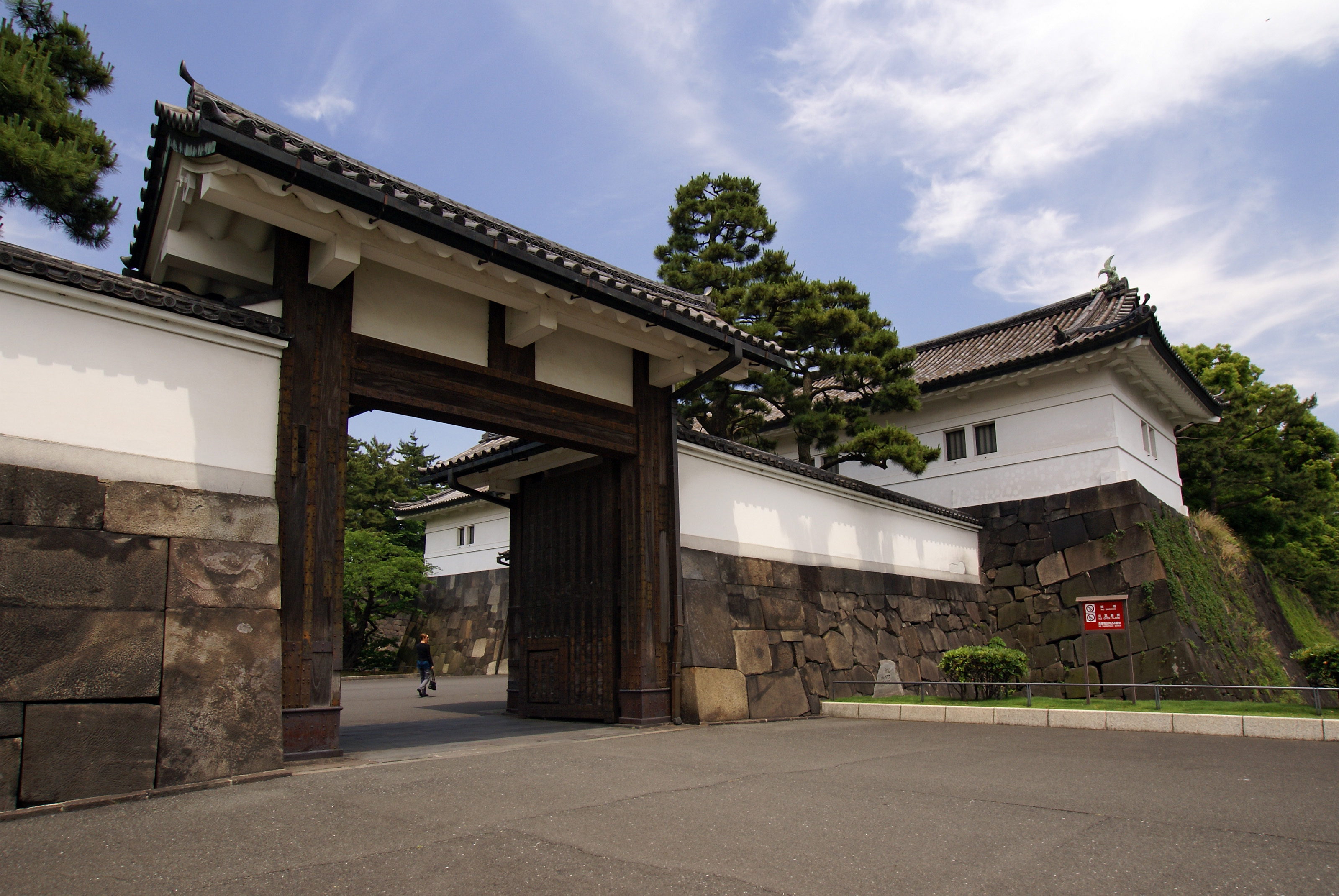
Sakurada-mon, vue de la porte korai.

La grande Sakurada-mon extérieure (桜田門) protège le Nishinomaru au sud. Cette porte ne doit pas être confondue avec la Sakurada-mon intérieure, également connue sous le nom de Kikyo-mon, entre Nishinomaru et Sannomaru. C’est là que le tairō Ii Naosuke fut assassiné en 1860 par une bande de dix-sept rônins.

### Seimon Ishibashi et Seimon Tetsubashi
Les deux ponts traversent les douves. Les anciens ponts autrefois arches en bois typiquement japonaise ont été remplacés par des structures modernes en pierre et en fonte de style européen à l’époque Meiji. Les ponts étaient autrefois protégés par des portes aux deux extrémités, dont seule la Nishinomaru-mon a survécu, qui est la porte principale de l’actuel palais impérial.
Le pont au premier plan s'appelait auparavant Nishinomaru ōte-bashi (西の丸大手橋), tandis que celui à l'arrière s'appelait Nishinomaru shimojō-bashi (西の丸下乗橋).
Après leur reconstruction à l'ère Meiji, les ponts portent désormais les noms de « pont de pierre du Palais impérial » (皇居正門石橋, Kōkyo seimon ishibashi) et de « pont de fer du Palais impérial » (皇居正門鉄橋, Kōkyo seimon tekkyō). Le pont de fer est également connu sous le nom de Nijūbashi (二重橋, littéralement « double pont »), car le pont en bois d'origine a été construit au sommet d'un pont auxiliaire en raison de la profondeur du fossé. Le pont de pierre lui s’appelait également Meganebashi (眼鏡橋, littéralement « pont de Lunettes ») en raison de sa forme. Cependant, l’ensemble des deux ponts est souvent appelé à tort Nijūbashi.
Aujourd'hui, les deux ponts sont fermés au public sauf le 2 janvier, le jour de l'anniversaire de l'empereur, la fête nationale du Japon.

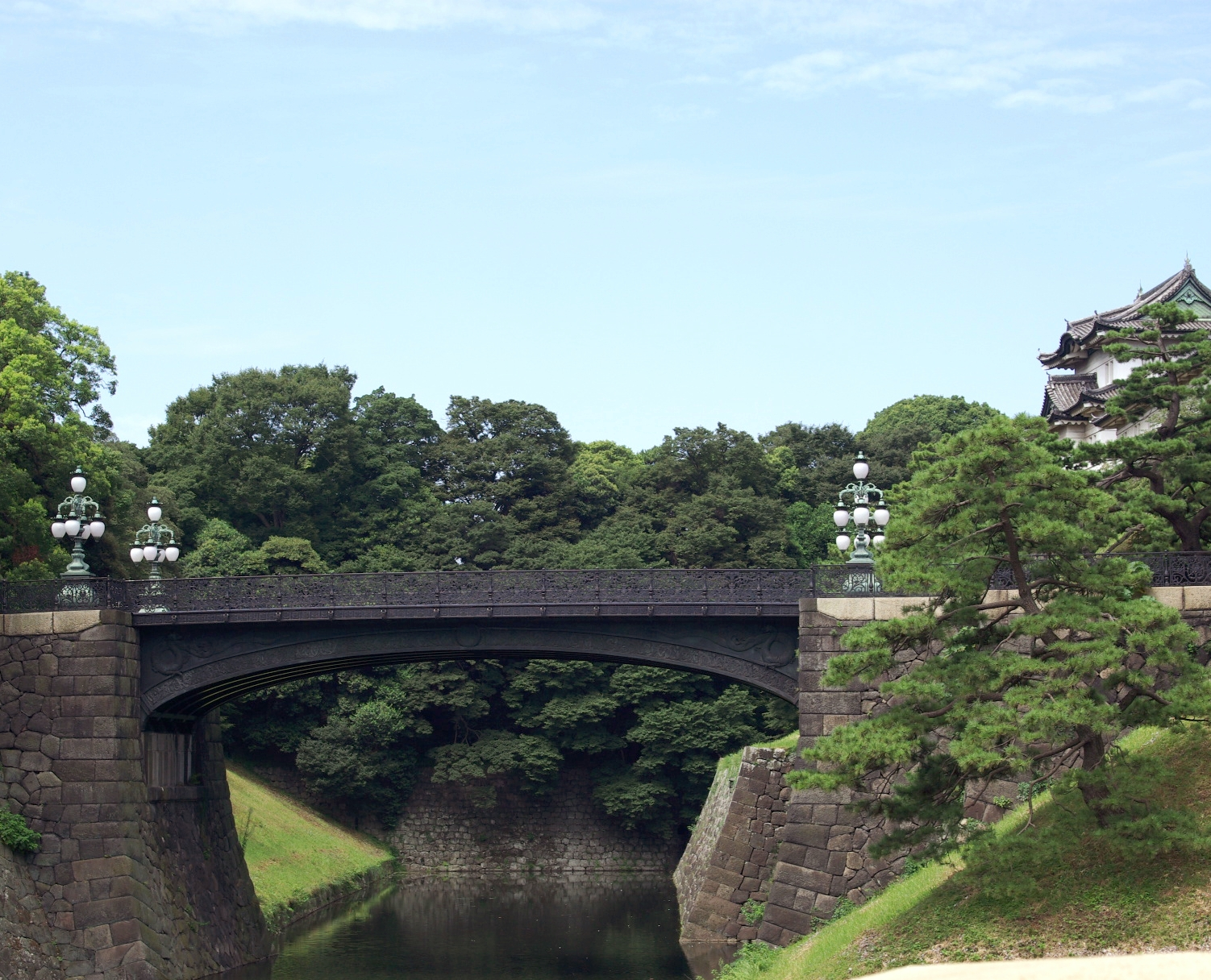
Seimon tetsubashi (Nijūbashi).
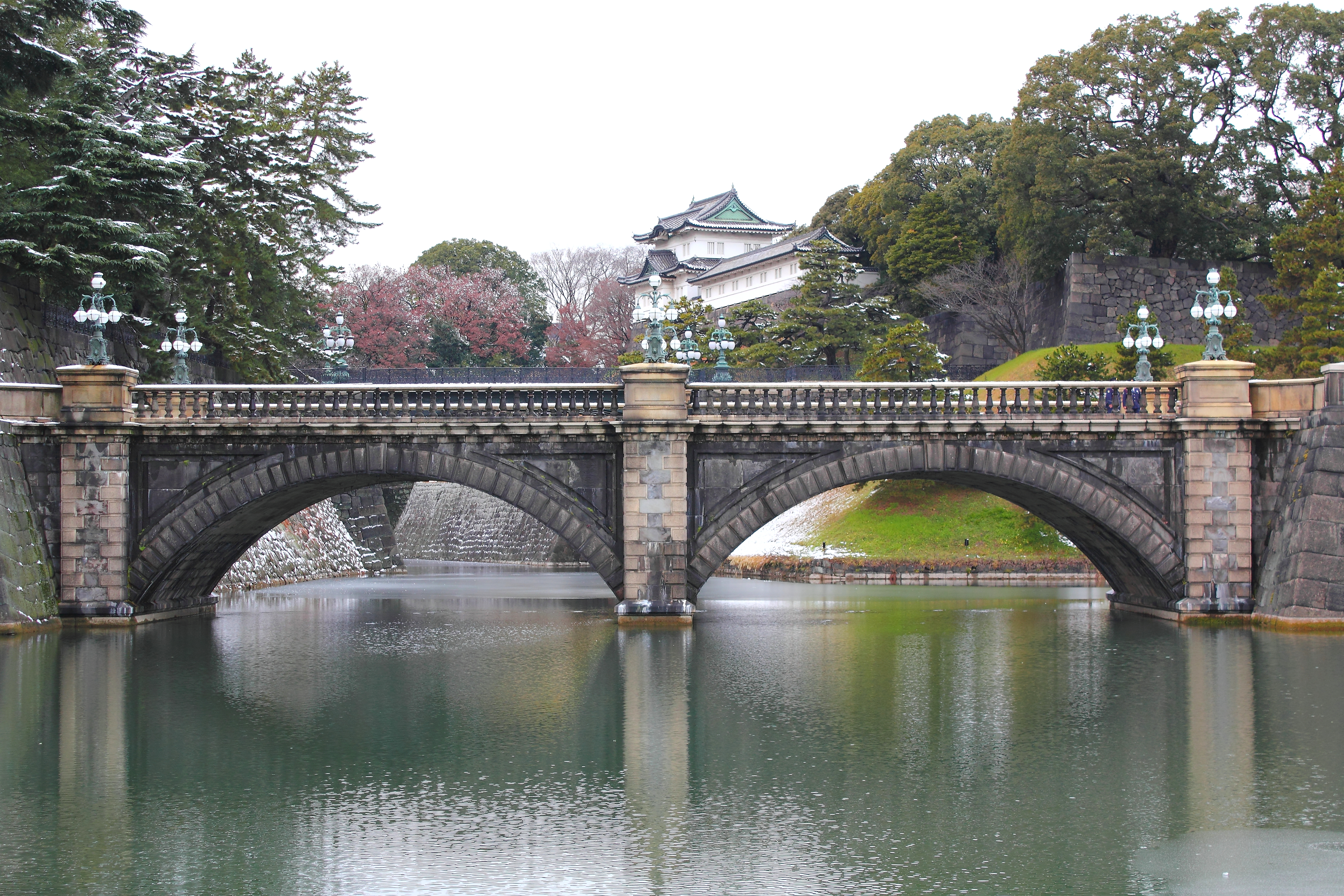
Seimon ishibashi (Meganebashi).
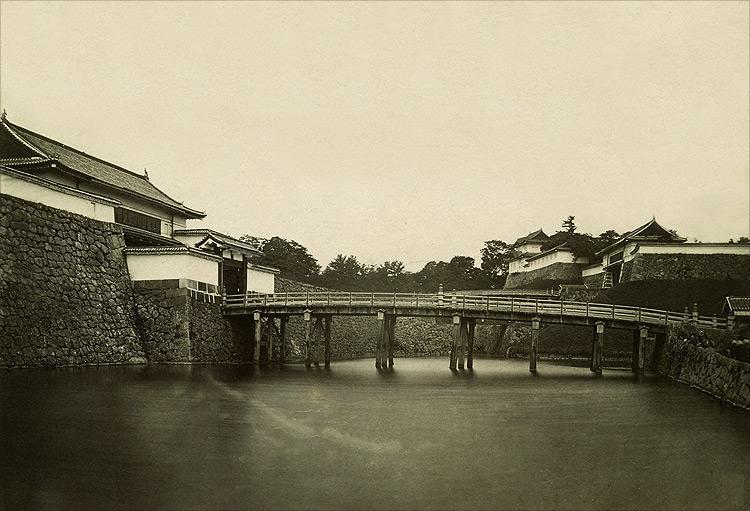
L'ancien pont avant qu'il ne soit remplacé par un pont de style européen à l'époque Meiji, avec la Fushimi-yagura à l'arrière.
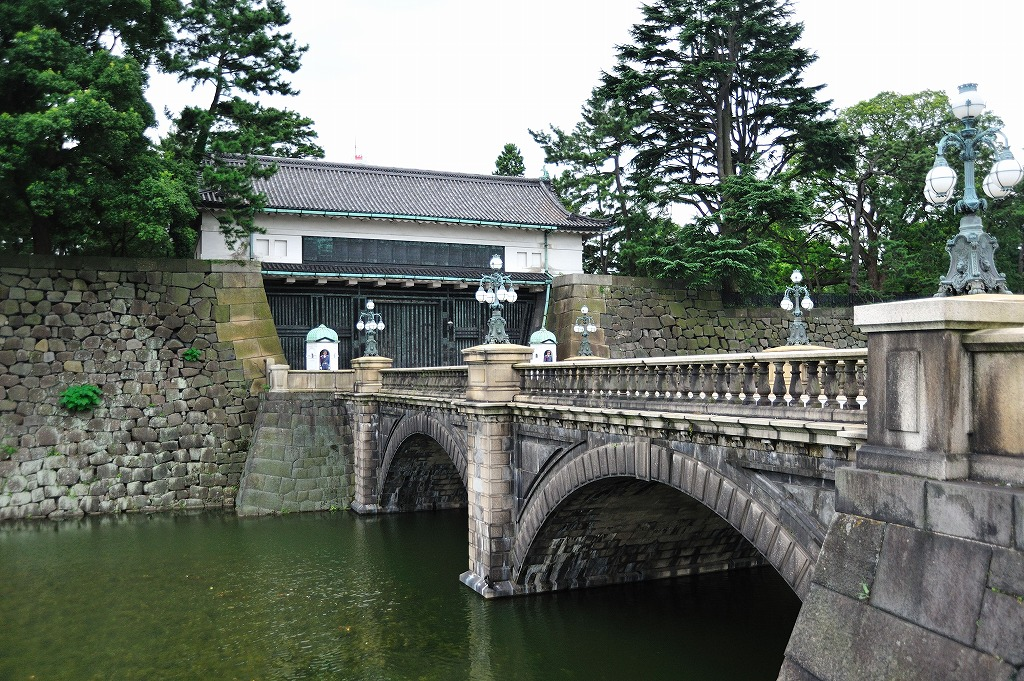
Le pont Meganebashi et la porte.

### Fushimi-yagura

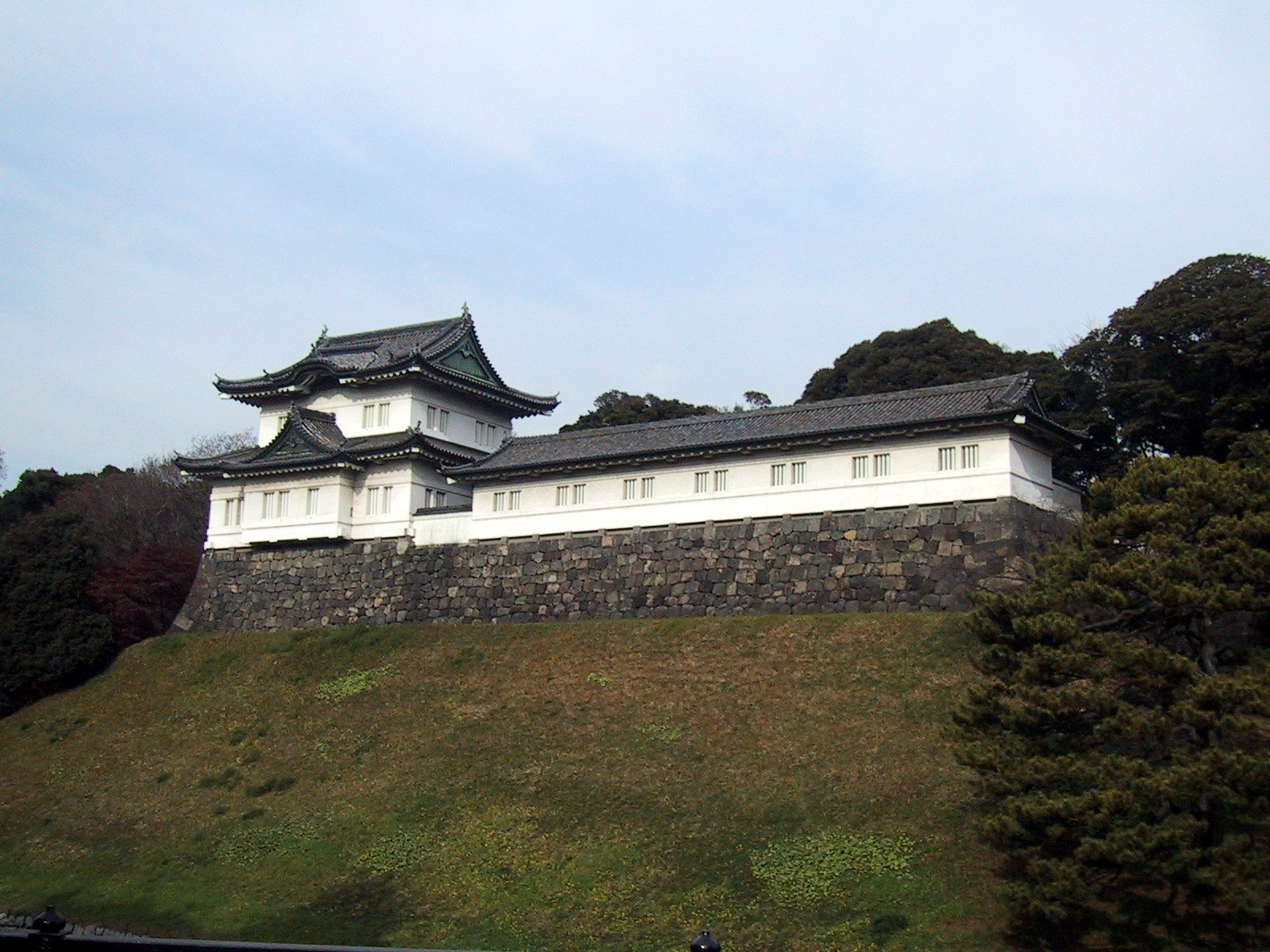
Fushimi-yagura.

Fushimi-yagura (伏見櫓) est une tourelle de deux étages qui existe toujours au coin ouest, flanqué de deux galeries (tamon) de chaque côté. C'est la seule tour d’époque Edo qui subsiste dans le Nishinomaru. Elle provient du château de Fushimi à Kyoto.

### Sakashita-mon

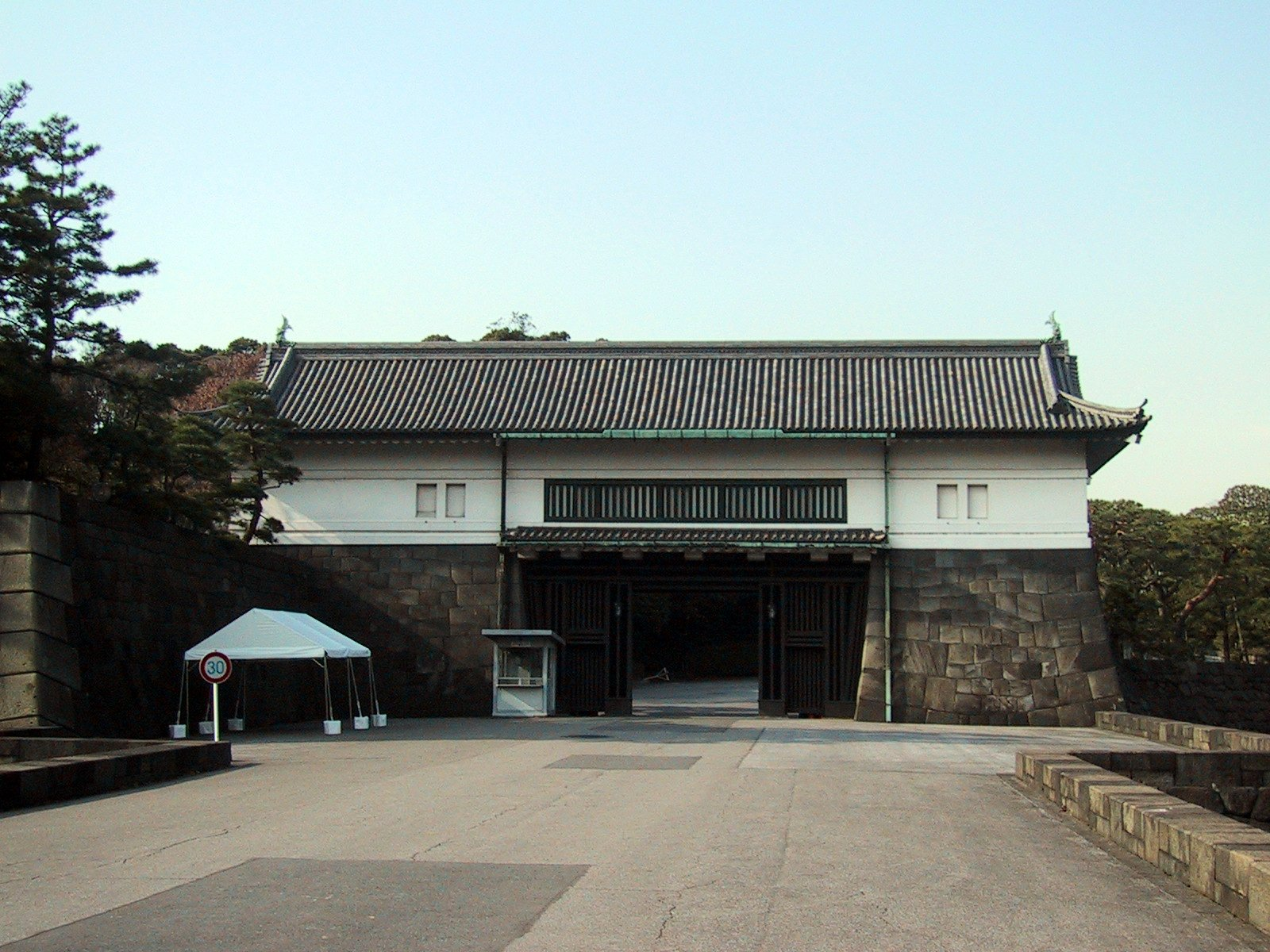
Sakashita-mon.

La Sakashita-mon (坂下門) faisait à l'origine face au nord, mais la porte a été modifiée pendant l'ère Meiji pour faire face à l'est. Cette tour-porte donne sur la douve Hamaguri-bori. La tentative d'assassinat en 1862 d'Andō Nobumasa, membre du Conseil des anciens du shōgun, a eu lieu devant cette porte.

### Momijiyama
La Momijiyama (紅葉山, la « montagne des Érables ») est une zone au nord du Nishinomaru où étaient dressés des sanctuaires dédiés aux anciens shoguns, sanctuaires où des cérémonies étaient régulièrement organisées en leur mémoire.
Tokugawa Ieyasu avait construisit une bibliothèque en 1602 dans la tour Fujimi du château pour les nombreux livres qu'il avait obtenus d’une ancienne bibliothèque à Kanazawa. En juillet 1693, une nouvelle bibliothèque est construite à Momijiyama (Momijiyama bunko).
Les soi-disant[C'est-à-dire ?] Momijiyama bunkobon sont les livres de cette bibliothèque, qui sont conservés aux Archives nationales du Japon. Cette collection comprend principalement des livres publiés au cours de la dynastie Song, des livres coréens qui appartenaient jadis à la bibliothèque de Kanazawa Bunko, des livres présentés par la famille Hayashi comme cadeaux et des copies fidèles des livres rassemblés par le gouvernement Tokugawa,.

## Fukiage
Le Fukiage (吹上, « soufflé net ») est la zone occidentale qui a été transformée en coupe-feu après le grand incendie de Meireki en 1657. Le Fukiage est encerclé par la Dōkan-bori vers Nishinomaru à l'est, la Sakurada-bori au sud, la Hanzō-bori à l'ouest, la Chidorigafuchi au nord-ouest et l'Inui-bori au nord.

### Inui-mon

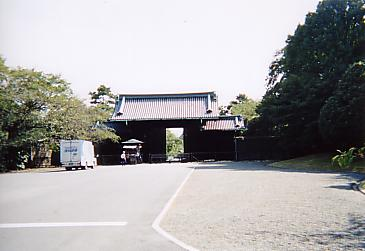
Inui-mon.

L'Inui-mon (乾門) se trouvait dans le Nishinomaru, à côté du siège actuel de l'Agence de la maison impériale, et s'appelait Nishinomaru ura-mon. Cette porte fut déplacée à son emplacement actuel, entre le Kitanomaru et le jardins de Fukiage, à l'époque Meiji. Il doit son nom a sa situation dans la partie nord-ouest du parc du palais impérial.

### Hanzōmon

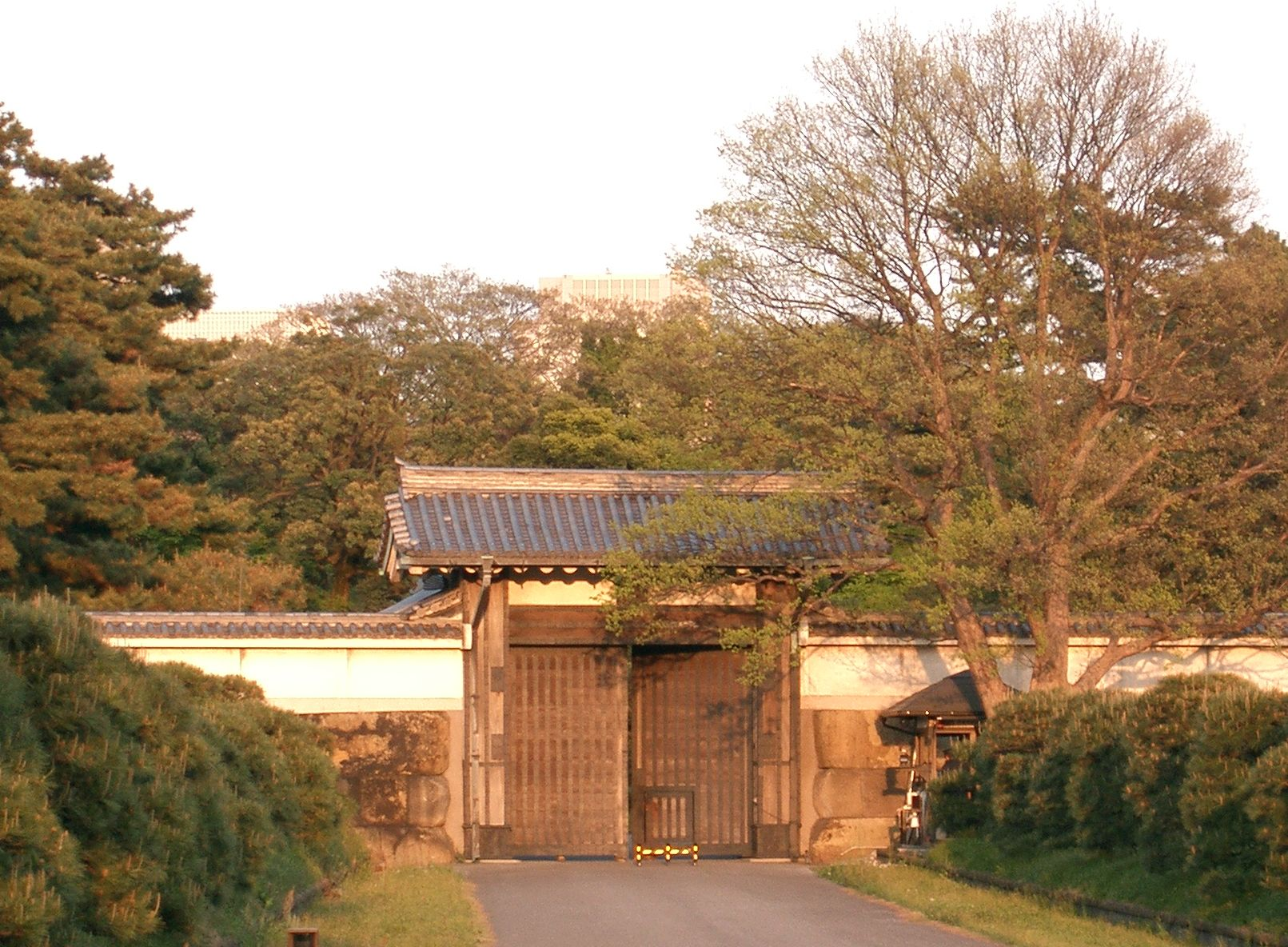
Hanzōmon.

Le Hanzōmon (半蔵門) est une porte de style kōrai. L'ancienne porte a été détruite par un incendie au cours de la Seconde Guerre mondiale. La porte de Wadakura a été déplacée à cet endroit. La Hanzō-mon est la seule porte d'entrée vers Fukiage depuis l’extérieur aujourd'hui.

### Kitanomaru

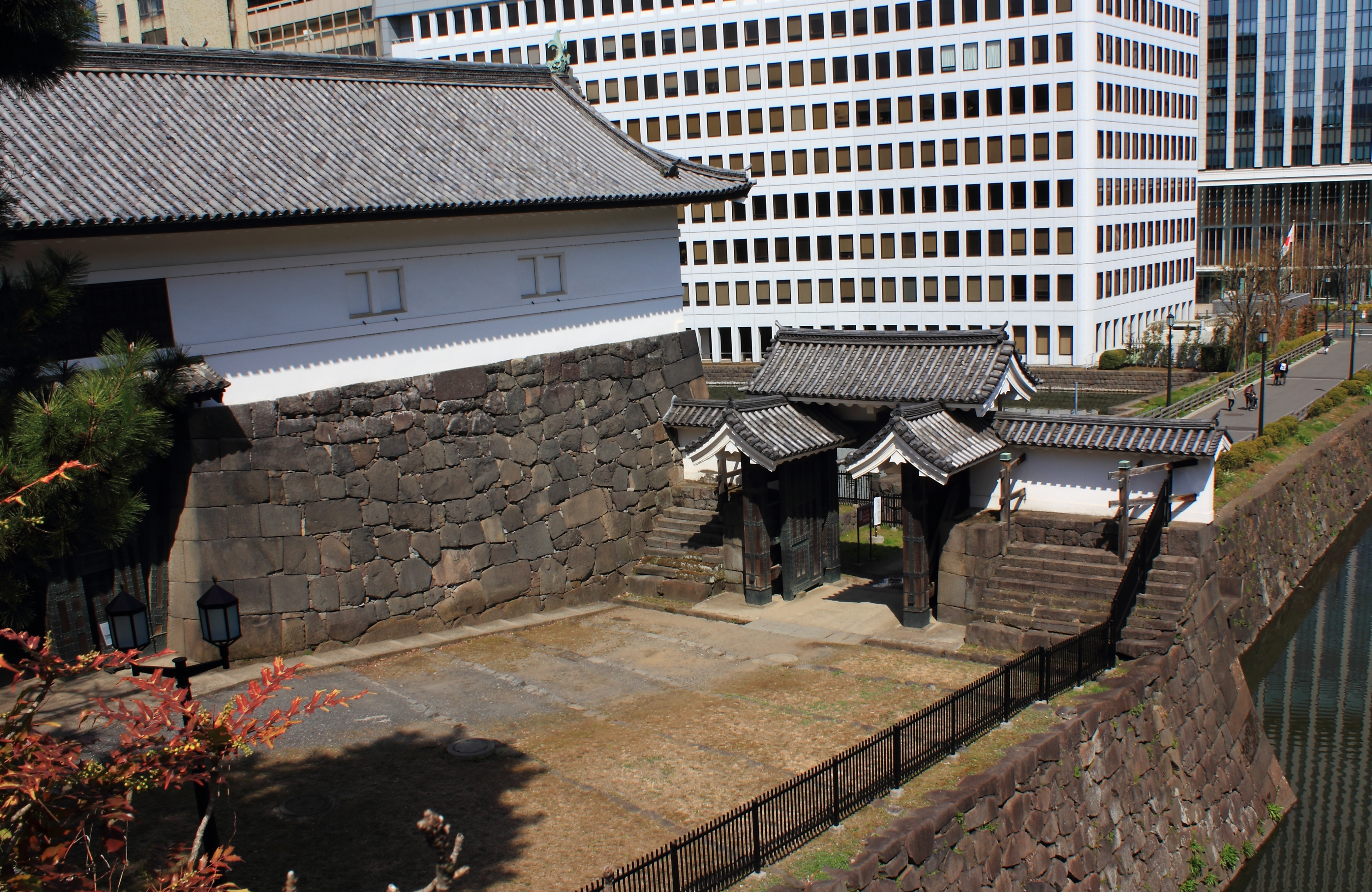
Shimizu-mon.

Le Kitanomaru (北の丸) est l'enceinte nord, adjacente au Honmaru. Il était utilisé comme jardin médicinal (Ohanabatake) pendant le règne du shōgun. Au cours du XVIIe siècle, la résidence Suruga Dainagon était également présente[pas clair], et était utilisée par les branches collatérales du clan Tokugawa. Aujourd'hui, ce site est l'emplacement du parc Kitanomaru. De l'époque du château d'Edo, il ne reste pas grand-chose à part deux portes, Shimizu-mon et Tayasu-mon, plus au nord.
Le Kitanomaru est entouré de douves. Les Inui-bori et Hirakawa-bori au sud le séparent de Honmaru et la douve Chidorigafuchi à l'ouest le sépare de la ville.

## Tokyo moderne

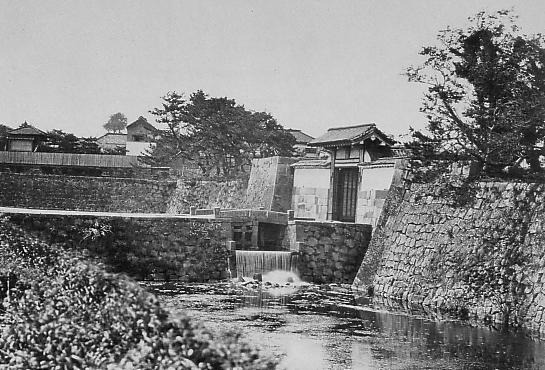
La Toranomon (porte du Tigre), démolie dans les années 1870.

De nombreux noms de lieux à Tokyo proviennent du château d'Edo. Ōtemachi (大手町, « la ville en face de la grande porte »), Takebashi (竹橋, « le pont du Bambou »), Toranomon (虎ノ門, « la porte du Tigre »), Uchibori dōri (内堀通り, « rue de la Douve intérieure »), Sotobori dōri (外堀通り, « rue de la Douve extérieure »), et Marunouchi (丸の内, « à l’intérieur de l’enceinte ») en sont des exemples.